# Список нагород і досягнень Майкла Джордана
У списку нагород і досягнень Майкла Джордана перераховано всі присуджені цьому спортсменові титули і звання, здобуті ним нагороди, наведено статистику виступів, досягнення, а також перераховано рекорди, встановлені Джорданом і не побиті досі.
Всі дані відсортовані хронологічно послідовно відносно один одного (н-р регулярний сезон → плей-оф [перший раунд → півфінал конференції → фінал конференції] → фінальна серія) і за принципом від меншого до більшого, від частини до цілого (н-р показники за гру → за серію (для плей-оф) → за сезон → за кар'єру). Таблиці за умовчанням відсортовані за датою події (за винятком тих, в яких присутній лише один найбільш значимий статистичний показник).

## Фізичні дані
Зріст:
- без взуття — 6 футів і 6 дюймів = 198 сантиметрів[1].
- у взутті — 6 футів і 8 дюймів = 203 сантиметри[1].

Вага:
- на початку кар'єри — 185 фунтів = 84 кілограми.
- наприкінці кар'єри — 215 фунтів = 98 кілограмів[2].

Вертикальний стрибок: 48 дюймів = 120 сантиметрів.
Розмах рук: 6 футів і 11,5 дюймів = 212 см.
Зріст з піднятою вгору рукою: 8 футів і 10 дюймів = 268 см.
Розмір взуття: 13US.

## Титули та нагороди

### Старша школа Лейні
- Учасник матчу найкращих американських школярів[en]: 1981[5][6].

### Університет Північної Кароліни

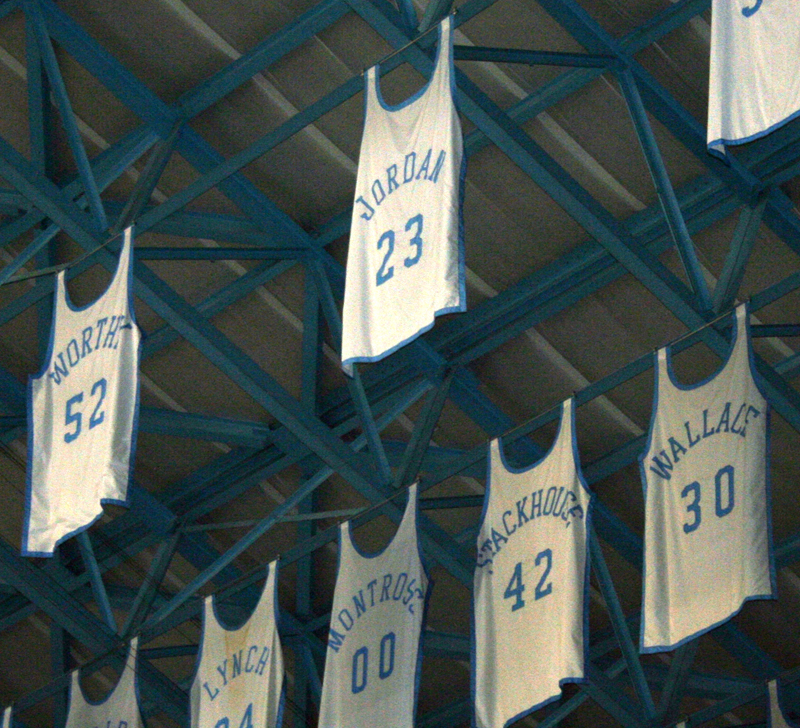
Майка Майкла Джордана (№ 23) під склепінням домашнього майданчика університету Північної Кароліни

- Найкращий першокурсник[en] конференції Атлантичного узбережжя[en]: 1982[7].

- Чемпіон першого дивізіону турніру Національної асоціації студентського спорту[en]: 1982[8].

- Член першої всеамериканської збірної NCAA: 1983, 1984[9].

- Найкращий гравець року студентського баскетболу за версією журналу Sporting News: 1983, 1984[10].

- Найкращий баскетболіст року конференції Атлантичного узбережжя: 1984[11].

- Спортсмен року в конференції Атлантичного узбережжя[en]: 1984.
- Володар призу імені Джеймса Нейсміта найкращому гравцеві року серед студентів: 1984[12].

- Володар нагороди імені Джона Вудена як найкращий гравець року серед студентів: 1984[13].

- Найкращий гравець року студентського баскетболу за версією National Basketball Association of Coaches (NABC): 1984[14].

- Найкращий гравець року студентського баскетболу за версією Associated Press: 1984[15].

- Найкращий гравець року студентського баскетболу за версією Юнайтед Прес Інтернешнл: 1984[16].

- Володар призу імені Оскара Робертсона: 1984[17].

- Володар призу імені Адольфа Раппа: 1984[18].

### Збірна США
- Переможець баскетбольного турніру Панамериканських ігор: Каракас, 1983[19].

- Чемпіон Америки: Портленд, 1992[20].

- Чемпіон баскетбольного турніру Олімпійських ігор: Лос-Анджелес, 1984[21]; Барселона, 1992[22].

### НБА

#### Командні
- 6-ти разовий чемпіон Центрального дивізіону у складі «Чикаго Буллз» за підсумками регулярного сезону: 1991, 1992, 1993, 1996, 1997, 1998.
- 6-ти разовий чемпіон Східної конференції у складі «Чикаго Буллз»: 1991, 1992, 1993, 1996, 1997,1998.
- 6-ти разовий чемпіон Національної Баскетбольної асоціації у складі «Чикаго Буллз»: 1991, 1992,1993, 1996, 1997, 1998.

Гравець команди з найкращим співвідношенням перемог і поразок за підсумками регулярного сезону:
| Команда | Рік  | В-П   | Відсоток перемог | Вдома | В гостях | У дивізіоні | Посилання |
| ------- | ---- | ----- | ---------------- | ----- | -------- | ----------- | --------- |
| Буллз   | 1992 | 67-15 | 81,7             | 36-5  | 31-10    | 22-6        | [ 23 ]    |
| Буллз   | 1996 | 72-10 | 87,8             | 39-2  | 33-8     | 24-4        | [ 24 ]    |
| Буллз   | 1997 | 69-13 | 84,1             | 39-2  | 30-11    | 24-4        | [ 25 ]    |
| Буллз   | 1998 | 62-20 | 75,6             | 37-4  | 25-16    | 21-7        | [ 26 ]    |

#### Індивідуальні
За даними сайту basketball-reference.com
- Тричі його визнавали Найкращим новачком місяця: листопад 1984, січень і березень 1985.
- Новачок року НБА: 1985.
- Член першої збірної найкращих новачків НБА: 1985.
- Найкращий новачок року за версією Sporting News: 1985.
- 5-ти разовий володар призу найціннішого гравця регулярного чемпіонату: 1988, 1991, 1992, 1996, 1998.
- 6-ти разовий володар призу найціннішого гравця фінальної серії: 1991, 1992, 1993, 1996, 1997, 1998.
- 7-ми разовий володар призу найціннішого гравця за версією Sporting News: 1988, 1989, 1991, 1992, 1996-1998.
- Найкращий захисний гравець НБА: 1988.
- 10 разів його включали в першу збірну всіх зірок НБА: 1987-1993, 1996-1998.
- 1 раз його включали в другу збірну всіх зірок НБА: 1985.
- 9 разів його включали в збірну всіх зірок захисту НБА: 1988-1993, 1996-1998.

Упродовж кар'єри 25 разів його визнавали найкращим гравцем тижня і 16 разів — гравцем місяця.

##### Вік-енд усіх Зірок
- Чемпіон конкурсу[en] за кидками зверху: 1987, 1988.
- 14 разів брав участь у Матчі всіх зірок: 1985-1993, 1996-1998, 2002, 2003.
- 9 разів набирав найбільшу кількість голосів для участі у Матчі всіх зірок: 1987-1993, 1997, 1998.
- Тричі його визнавали найціннішим гравцем Матчу всіх зірок: 1988, 1996, 1998.

### Різне

#### Командні
- Член Олімпійської зали слави США[en] як гравець збірної США з баскетболу на Олімпіаді 1992 року в Барселоні: 2009[27].
- Член баскетбольної Зали слави як гравець збірної США з баскетболу на Олімпіаді 1992 року в Барселоні: 2010[28].
- Гравець двох з десяти найкращих команд в історії НБА: «Чикаго Буллз» сезонів 91/92[29] і 95/96[30].
- Чемпіон міжнародного турніру McDonald’s[en] у складі «Чикаго Буллз»: 1997[31].

#### Індивідуальні
- Член баскетбольної Зали слави як гравець: 2009[32].
- 3-разовий володар звання найкращого спортсмена року за версією Associated Press[en]: 1991-1993[33].
- 2-разовий володар премії IBM за вклад у гру команди[en]: 1985, 1989[34].
- Один з 50 найкращих гравців в історії НБА: 1996[35].
- Один з 50 найкращих гравців в історії Атлантичного узбережжя[en]: 2002[36].
- Спортсмен року за версією Sports Illustrated: 1991[37].
- Спортсмен року за версією Sporting News: 1991[38].
- Володар премії ESPY[en][К 2] як найкращий спортсмен століття: 2001[39].
- Володар премії ESPY як найкращий спортсмен-чоловік десятиліття в 90-х: 2000[40].
- Володар премії ESPY як найкращий професійний баскетболіст десятиліття в 1990-х: 2000[40].
- Володар премії ESPY за найкращий момент десятиліття в 90-х: кидок з перекладанням м'яча з правої руки в ліву, під час другої гри фінальної серії 1991 року проти «Лос-Анджелес Лейкерс», 2000[40].
- Найцінніший гравець міжнародного турніру mcdonald's: 1997[39].
- № 1 у списку 100 найкращих спортсменів XX-го століття за версією каналу ESPN: 1999[41].
- № 1 у списку 75-ти найкращих баскетболістів за всю історію за версією журналу SLAM[en]: 2003[39].
- № 1 у списку 50-ти найкращих баскетболістів за всю історію за версією журналу SLAM: 2009[39].
- № 1 у списку 50-ти найвидатніших спортсменів конференції Атлантичного узбережжя: 2003[39].
- № 2 у списку 100 найкращих спортсменів XX-го століття за версією Associated Press: 1999[39].

## Статистика
Додаток до легенди статистики:
У таблицях статистики наявні також такі (відсутні в легенді) статистичні показники як:
- FGM — англ. field goals made — кидків з гри забито
- FGA — англ. field goals attempted — кидків з гри виконано
- 3PM — англ. three-point field goals made — триочкових кидків забито
- 3PA — англ. three-point field goals attempted — триочкових кидків виконано
- FTM — англ. free throws made — штрафних кидків забито
- FTA — англ. free throws attempted — штрафних кидків виконано
- OFF — англ. offensive rebounds — зроблено підбирань в нападі
- DEF — англ. defensive rebounds — зроблено підбирань у захисті
- TOV — англ. turnovers — зроблено втрат
- PF — англ. personal fouls — зароблено персональних зауважень (фолів)

### Старша школа Лейні
Повних даних не зберіглося, відомо лише, що останній рік навчання в школі Джордан закінчив маючи в основних показниках трипл-дабл в середньому за гру: 29,2 очка, 11,6 підбирання і 10,1 результативної передачі.

### Університет Північної Кароліни

#### В середньому за гру
| Сезон   | Команда | GP  | MPG  | FGM | FGA  | FG%  | 3PM | 3PA | 3P%  | FTM | FTA | FT%  | RPG | APG | SPG | BPG | TOPG | PFPG | PPG  |
| ------- | ------- | --- | ---- | --- | ---- | ---- | --- | --- | ---- | --- | --- | ---- | --- | --- | --- | --- | ---- | ---- | ---- |
| 1981/82 | УСК     | 34  | 31,7 | 191 | 358  | 53,4 | -   | -   | -    | 78  | 108 | 72,2 | 4,4 | 1,8 | 1,2 | 0,2 | 1,7  | 2,7  | 13,5 |
| 1982/83 | УСК     | 36  | 30,9 | 282 | 527  | 53,5 | 34  | 76  | 44,7 | 123 | 167 | 73,7 | 5,5 | 1,6 | 2,2 | 0,8 | 2,1  | 3,0  | 20,0 |
| 1983/84 | УСК     | 31  | 29,5 | 247 | 448  | 55,1 | -   | -   | -    | 113 | 145 | 77,9 | 5,3 | 2,1 | 1,6 | 1,1 | 2,2  | 2,2  | 19,6 |
| Кар'єра | Кар'єра | 101 | 30,8 | 720 | 1333 | 54,0 | 34  | 76  | 44,7 | 314 | 420 | 74,8 | 5,0 | 1,8 | 1,7 | 0,7 | 2,0  | 2,6  | 17,7 |

#### Загалом
| Сезон   | Команда | GP  | MIN  | FGM | FGA  | 3PM | 3PA | FTM | FTA | REB | AST | STL | BLK | TOV | PF  | PTS  |
| ------- | ------- | --- | ---- | --- | ---- | --- | --- | --- | --- | --- | --- | --- | --- | --- | --- | ---- |
| 1981/82 | УСК     | 34  | 1079 | 191 | 358  | -   | -   | 78  | 108 | 149 | 61  | 41  | 8   | 57  | 91  | 460  |
| 1982/83 | УСК     | 36  | 1113 | 282 | 527  | 34  | 76  | 123 | 167 | 197 | 56  | 78  | 28  | 76  | 110 | 721  |
| 1983/84 | УСК     | 31  | 915  | 247 | 448  | -   | -   | 113 | 145 | 163 | 64  | 50  | 35  | 67  | 70  | 607  |
| Кар'єра | Кар'єра | 101 | 3107 | 720 | 1333 | 34  | 76  | 314 | 420 | 509 | 181 | 169 | 71  | 200 | 271 | 1788 |

### НБА

#### Регулярний сезон

##### Показники в середньому за гру
|   | Найкращий показник у лізі   |
| ★ | Сезон перемоги в чемпіонаті |

| Сезон    | Команда           | GP   | GS   | MIN  | FG%  | 3P%  | FT%  | OFF | DEF | REB | AST | STL  | BLK  | TOV  | PF  | PTS  |
| -------- | ----------------- | ---- | ---- | ---- | ---- | ---- | ---- | --- | --- | --- | --- | ---- | ---- | ---- | --- | ---- |
| 1984–85  | Чикаго Буллз      | 82   | 82   | 38,3 | 51,5 | 17,3 | 84,5 | 2,0 | 4,5 | 6,5 | 5,9 | 2,39 | 0,84 | 3,55 | 3,5 | 28,2 |
| 1985–86  | Чикаго Буллз      | 18   | 7    | 25,1 | 45,7 | 16,7 | 84,0 | 1,3 | 2,3 | 3,6 | 2,9 | 2,06 | 1,17 | 2,50 | 2,6 | 22,7 |
| 1986–87  | Чикаго Буллз      | 82   | 82   | 40,0 | 48,2 | 18,2 | 85,7 | 2,0 | 3,2 | 5,2 | 4,6 | 2,88 | 1,52 | 3,32 | 2,9 | 37,1 |
| 1987–88  | Чикаго Буллз      | 82   | 82   | 40,4 | 53,5 | 13,2 | 84,1 | 1,7 | 3,8 | 5,5 | 5,9 | 3,16 | 1,60 | 3,07 | 3,3 | 35,0 |
| 1988–89  | Чикаго Буллз      | 81   | 81   | 40,2 | 53,8 | 27,6 | 85,0 | 1,8 | 6,2 | 8,0 | 8,0 | 2,89 | 0,8  | 3,58 | 3,0 | 32,5 |
| 1989–90  | Чикаго Буллз      | 82   | 82   | 39,0 | 52,6 | 37,6 | 84,8 | 1,7 | 5,1 | 6,9 | 6,3 | 2,77 | 0,66 | 3,01 | 2,9 | 33,6 |
| 1990–91★ | Чикаго Буллз      | 82   | 82   | 37,0 | 53,9 | 31,2 | 85,1 | 1,4 | 4,6 | 6,0 | 5,5 | 2,72 | 1,01 | 2,46 | 2,8 | 31,5 |
| 1991–92★ | Чикаго Буллз      | 80   | 80   | 38,8 | 51,9 | 27,0 | 83,2 | 1,1 | 5,3 | 6,4 | 6,1 | 2,28 | 0,94 | 2,50 | 2,5 | 30,1 |
| 1992–93★ | Чикаго Буллз      | 78   | 78   | 39,3 | 49,5 | 35,2 | 83,7 | 1,7 | 5,0 | 6,7 | 5,5 | 2,83 | 0,78 | 2,65 | 2,4 | 32,6 |
| 1994–95  | Чикаго Буллз      | 17   | 17   | 39,3 | 41,1 | 50,0 | 80,1 | 1,5 | 5,4 | 6,9 | 5,3 | 1,76 | 0,76 | 2,06 | 2,8 | 26,9 |
| 1995–96★ | Чикаго Буллз      | 82   | 82   | 37,7 | 49,5 | 42,7 | 83,4 | 1,8 | 4,8 | 6,6 | 4,3 | 2,20 | 0,51 | 2,40 | 2,4 | 30,4 |
| 1996–97★ | Чикаго Буллз      | 82   | 82   | 37,9 | 48,6 | 37,4 | 83,3 | 1,4 | 4,5 | 5,9 | 4,3 | 1,71 | 0,54 | 2,02 | 1,9 | 29,6 |
| 1997–98★ | Чикаго Буллз      | 82   | 82   | 38,8 | 46,5 | 23,8 | 78,4 | 1,6 | 4,2 | 5,8 | 3,5 | 1,72 | 0,55 | 2,26 | 1,8 | 28,7 |
| 2001–02  | Вашингтон Візардс | 60   | 53   | 34,9 | 41,6 | 18,9 | 79,0 | 0,8 | 4,8 | 5,7 | 5,2 | 1,42 | 0,43 | 2,70 | 2,0 | 22,9 |
| 2002–03  | Вашингтон Візардс | 82   | 67   | 37,0 | 44,5 | 29,1 | 82,1 | 0,9 | 5,2 | 6,1 | 3,8 | 1,50 | 0,48 | 2,11 | 2,1 | 20,0 |
| Кар'єра  | Кар'єра           | 1072 | 1039 | 38,3 | 49,7 | 32,7 | 83,5 | 1,6 | 4,7 | 6,3 | 5,3 | 2,35 | 0,82 | 2,73 | 2,6 | 30,1 |

##### Загалом
| Сезон    | Команда           | GP   | GS   | MIN   | FGM   | FGA   | 3PM | 3PA  | FTM  | FTA  | OFF  | DEF  | REB  | AST  | STL  | BLK | TOV  | PF   | PTS   |
| -------- | ----------------- | ---- | ---- | ----- | ----- | ----- | --- | ---- | ---- | ---- | ---- | ---- | ---- | ---- | ---- | --- | ---- | ---- | ----- |
| 1984–85  | Чикаго Буллз      | 82   | 82   | 3144  | 837   | 1625  | 9   | 52   | 630  | 746  | 167  | 367  | 534  | 481  | 196  | 69  | 291  | 285  | 2313  |
| 1985–86  | Чикаго Буллз      | 18   | 7    | 451   | 150   | 328   | 3   | 18   | 105  | 125  | 23   | 41   | 64   | 53   | 37   | 21  | 45   | 46   | 408   |
| 1986–87  | Чикаго Буллз      | 82   | 82   | 3281  | 1098  | 2279  | 12  | 66   | 833  | 972  | 166  | 264  | 430  | 377  | 236  | 125 | 272  | 237  | 3041  |
| 1987–88  | Чикаго Буллз      | 82   | 82   | 3311  | 1069  | 1998  | 7   | 53   | 723  | 860  | 139  | 310  | 449  | 485  | 259  | 131 | 252  | 270  | 2868  |
| 1988–89  | Чикаго Буллз      | 81   | 81   | 3255  | 966   | 1795  | 27  | 98   | 674  | 793  | 149  | 503  | 652  | 650  | 234  | 65  | 290  | 247  | 2633  |
| 1989–90  | Чикаго Буллз      | 82   | 82   | 3197  | 1034  | 1964  | 92  | 245  | 593  | 699  | 143  | 422  | 565  | 519  | 227  | 54  | 247  | 241  | 2753  |
| 1990–91★ | Чикаго Буллз      | 82   | 82   | 3034  | 990   | 1837  | 29  | 93   | 571  | 671  | 118  | 374  | 492  | 453  | 223  | 83  | 202  | 229  | 2580  |
| 1991–92★ | Чикаго Буллз      | 80   | 80   | 3102  | 943   | 1818  | 27  | 100  | 491  | 590  | 91   | 420  | 511  | 489  | 182  | 75  | 200  | 201  | 2404  |
| 1992–93★ | Чикаго Буллз      | 78   | 78   | 3067  | 992   | 2003  | 81  | 230  | 476  | 569  | 135  | 387  | 522  | 428  | 221  | 61  | 207  | 188  | 2541  |
| 1994–95  | Чикаго Буллз      | 17   | 17   | 668   | 166   | 404   | 16  | 32   | 109  | 136  | 25   | 92   | 117  | 90   | 30   | 13  | 35   | 47   | 457   |
| 1995–96★ | Чикаго Буллз      | 82   | 82   | 3090  | 916   | 1850  | 111 | 260  | 548  | 657  | 148  | 395  | 543  | 352  | 180  | 42  | 197  | 195  | 2491  |
| 1996–97★ | Чикаго Буллз      | 82   | 82   | 3106  | 920   | 1892  | 111 | 297  | 480  | 576  | 113  | 369  | 482  | 352  | 140  | 44  | 166  | 156  | 2431  |
| 1997–98★ | Чикаго Буллз      | 82   | 82   | 3181  | 881   | 1893  | 30  | 126  | 565  | 721  | 130  | 345  | 475  | 283  | 141  | 45  | 185  | 151  | 2357  |
| 2001–02  | Вашингтон Візардс | 60   | 53   | 2093  | 551   | 1324  | 10  | 53   | 263  | 333  | 50   | 289  | 339  | 310  | 85   | 26  | 162  | 119  | 1375  |
| 2002–03  | Вашингтон Візардс | 82   | 67   | 3031  | 679   | 1527  | 16  | 55   | 266  | 324  | 71   | 426  | 497  | 311  | 123  | 39  | 173  | 171  | 1640  |
| Кар'єра  | Кар'єра           | 1072 | 1039 | 41011 | 12192 | 24537 | 581 | 1778 | 7327 | 8772 | 1668 | 5004 | 6672 | 5633 | 2514 | 893 | 2924 | 2783 | 32292 |

#### Плей-оф

##### За раундами
| Рік — раунд                 | Суперник                    | Кіл-ть ігор у серії | MIN  | FG%  | FT%   | REB  | AST  | STL | BLK | PTS  |
| --------------------------- | --------------------------- | ------------------- | ---- | ---- | ----- | ---- | ---- | --- | --- | ---- |
| 1985 — перший раунд         | Мілвокі Бакс                | 4                   | 42,8 | 43,6 | 82,8  | 5,8  | 8,5  | 2,8 | 1,0 | 29,3 |
| 1986 — перший раунд         | Бостон Селтікс              | 3                   | 45,0 | 50,5 | 87,2  | 6,3  | 5,7  | 2,3 | 1,3 | 43,7 |
| 1987 — перший раунд         | Бостон Селтікс              | 3                   | 42,7 | 41,7 | 89,7  | 7,0  | 6,0  | 2,0 | 2,3 | 35,7 |
| 1988 — перший раунд         | Клівленд Кавальєрс          | 5                   | 43,4 | 55,9 | 91,8  | 5,4  | 4,8  | 2,8 | 1,6 | 45,2 |
| 1988 — півфінал конференції | Детройт Пістонс             | 5                   | 42,0 | 49,1 | 78,9  | 8,8  | 4,6  | 2,0 | 0,6 | 27,4 |
| 1989 — перший раунд         | Клівленд Кавальєрс          | 5                   | 42,0 | 51,8 | 82,1  | 5,8  | 8,2  | 3,0 | 0,4 | 39,8 |
| 1989 — півфінал конференції | Нью-Йорк Нікс               | 6                   | 41,5 | 55,0 | 81,9  | 9,5  | 8,3  | 2,5 | 1,3 | 35,7 |
| 1989 — фінал конференції    | Детройт Пістонс             | 6                   | 43,2 | 46,0 | 75,9  | 5,5  | 6,5  | 2,0 | 0,5 | 29,7 |
| 1990 — перший раунд         | Мілвокі Бакс                | 4                   | 41,5 | 53,9 | 76,6  | 8,0  | 7,0  | 2,5 | 1,0 | 36,8 |
| 1990 — півфінал конференції | Філадельфія Севенті-Сіксерс | 5                   | 42,4 | 54,8 | 85,0  | 6,6  | 7,4  | 4,0 | 1,2 | 43,0 |
| 1990 — фінал конференції    | Детройт Пістонс             | 7                   | 42,3 | 46,7 | 87,5  | 7,1  | 6,3  | 2,1 | 0,6 | 32,1 |
| 1991 — перший раунд         | Нью-Йорк Нікс               | 3                   | 37,7 | 52,5 | 95,7  | 4,7  | 6,0  | 2,7 | 0,7 | 29,0 |
| 1991 — півфінал конференції | Філадельфія Севенті-Сіксерс | 5                   | 39,2 | 48,9 | 79,5  | 8,0  | 7,8  | 1,8 | 1,4 | 33,4 |
| 1991 — фінал конференції    | Детройт Пістонс             | 4                   | 40,0 | 53,5 | 83,3  | 5,3  | 7,0  | 2,3 | 1,8 | 29,8 |
| 1991 — фінал НБА            | Лос-Анджелес Лейкерс        | 5                   | 44,0 | 55,8 | 84,8  | 6,6  | 11,4 | 2,8 | 1,4 | 31,2 |
| 1992 — перший раунд         | Маямі Гіт                   | 3                   | 39,7 | 60,9 | 90,6  | 9,7  | 6,7  | 3,0 | 1,0 | 45,0 |
| 1992 — півфінал конференції | Нью-Йорк Нікс               | 7                   | 43,1 | 47,7 | 82,3  | 5,7  | 4,3  | 1,4 | 1,1 | 31,3 |
| 1992 — фінал конференції    | Клівленд Кавальєрс          | 6                   | 40,8 | 44,0 | 91,1  | 6,5  | 6,3  | 2,5 | 0,5 | 31,7 |
| 1992 — фінал НБА            | Портленд Трейл-Блейзерс     | 6                   | 42,3 | 52,6 | 89,1  | 4,8  | 6,5  | 1,7 | 0,3 | 35,8 |
| 1993 — перший раунд         | Атланта Гокс                | 3                   | 35,7 | 52,6 | 88,2  | 6,7  | 4,3  | 1,7 | 1,7 | 34,3 |
| 1993 — півфінал конференції | Клівленд Кавальєрс          | 4                   | 38,3 | 49,0 | 80,0  | 5,0  | 5,3  | 2,3 | 0,5 | 31,0 |
| 1993 — фінал конференції    | Нью-Йорк Нікс               | 6                   | 41,5 | 40,0 | 86,8  | 6,2  | 7,0  | 2,5 | 1,0 | 32,2 |
| 1993 — фінал НБА            | Фінікс Санз                 | 6                   | 45,7 | 50,8 | 69,4  | 8,5  | 6,3  | 1,7 | 0,7 | 41,0 |
| 1995 — перший раунд         | Шарлотт Горнетс             | 4                   | 41,5 | 49,5 | 83,3  | 6,5  | 5,8  | 2,0 | 0,8 | 32,3 |
| 1995 — півфінал конференції | Орландо Меджик              | 6                   | 42,3 | 47,7 | 79,6  | 6,5  | 3,7  | 2,5 | 1,8 | 31,0 |
| 1996 — перший раунд         | Маямі Гіт                   | 3                   | 34,3 | 51,6 | 77,8  | 3,7  | 2,7  | 1,7 | 0,3 | 30,0 |
| 1996 — півфінал конференції | Нью-Йорк Нікс               | 5                   | 43,0 | 44,2 | 87,8  | 4,8  | 4,4  | 1,8 | 0,2 | 36,0 |
| 1996 — фінал конференції    | Орландо Меджик              | 4                   | 40,8 | 52,0 | 75,0  | 5,5  | 4,8  | 2,3 | 0,8 | 29,5 |
| 1996 — фінал НБА            | Сіетл Суперсонікс           | 6                   | 42,0 | 41,5 | 83,6  | 5,3  | 4,2  | 1,7 | 0,2 | 27,3 |
| 1997 — перший раунд         | Вашингтон Буллетс           | 3                   | 43,0 | 57,1 | 100,0 | 5,7  | 5,3  | 1,3 | 0,3 | 37,3 |
| 1997 — півфінал конференції | Атланта Гокс                | 5                   | 42,0 | 45,4 | 82,1  | 10,2 | 5,2  | 2,0 | 1,4 | 26,6 |
| 1997 — фінал конференції    | Маямі Гіт                   | 5                   | 41,8 | 38,7 | 86,0  | 8,0  | 2,6  | 1,8 | 0,8 | 30,2 |
| 1997 — фінал НБА            | Юта Джаз                    | 6                   | 42,7 | 45,6 | 76,4  | 7,0  | 6,0  | 1,2 | 0,8 | 32,3 |
| 1998 — перший раунд         | Нью-Джерсі Нетс             | 3                   | 43,3 | 52,9 | 77,8  | 5,0  | 2,7  | 1,3 | 1,0 | 36,3 |
| 1998 — півфінал конференції | Шарлотт Горнетс             | 5                   | 41,0 | 46,5 | 85,3  | 5,6  | 4,6  | 1,0 | 0,4 | 29,6 |
| 1998 — фінал конференції    | Індіана Пейсерз             | 7                   | 41,0 | 46,7 | 81,1  | 5,7  | 4,1  | 1,7 | 0,4 | 31,7 |
| 1998 — фінал НБА            | Юта Джаз                    | 6                   | 41,7 | 42,7 | 81,4  | 4,0  | 2,3  | 1,8 | 0,7 | 33,5 |

##### Показники в середньому за гру
| Сезон      | Команда      | GP  | MPG  | FG%  | 3P%  | FT%  | OFF | DEF | REB | AST | STL | BLK | TOV | PF  | PTS  |
| ---------- | ------------ | --- | ---- | ---- | ---- | ---- | --- | --- | --- | --- | --- | --- | --- | --- | ---- |
| 1984/1985  | Чикаго Буллз | 4   | 42,8 | 43,6 | 12,5 | 82,8 | 1,7 | 4,0 | 5,7 | 8,5 | 2,7 | 1,0 | 3,7 | 3,7 | 29,3 |
| 1985/1986  | Чикаго Буллз | 3   | 45,0 | 50,5 | 100  | 87,2 | 1,6 | 4,6 | 6,2 | 5,7 | 2,3 | 1,3 | 4,7 | 4,3 | 43,7 |
| 1986/1987  | Чикаго Буллз | 3   | 42,7 | 41,7 | 40,0 | 89,7 | 2,3 | 4,7 | 7,0 | 6,0 | 2,0 | 2,3 | 2,7 | 3,7 | 35,7 |
| 1987/1988  | Чикаго Буллз | 10  | 42,7 | 53,1 | 33,3 | 86,9 | 2,3 | 4,8 | 7,1 | 4,7 | 2,4 | 1,1 | 3,9 | 3,8 | 36,3 |
| 1988/1989  | Чикаго Буллз | 17  | 42,2 | 51,0 | 28,6 | 79,9 | 1,5 | 5,4 | 6,9 | 7,6 | 2,5 | 0,8 | 4,0 | 3,8 | 34,8 |
| 1989/1990  | Чикаго Буллз | 16  | 42,1 | 51,4 | 32,0 | 83,6 | 1,5 | 5,7 | 7,2 | 6,8 | 2,8 | 0,9 | 3,5 | 3,4 | 36,7 |
| 1990/1991★ | Чикаго Буллз | 17  | 40,5 | 52,4 | 38,5 | 84,5 | 1,0 | 5,3 | 6,3 | 8,4 | 2,3 | 1,3 | 2,5 | 3,1 | 31,1 |
| 1991/1992★ | Чикаго Буллз | 22  | 41,8 | 49,9 | 38,6 | 85,7 | 1,7 | 4,5 | 6,2 | 5,8 | 2,0 | 0,7 | 3,7 | 2,8 | 34,5 |
| 1992/1993★ | Чикаго Буллз | 19  | 41,2 | 47,5 | 38,9 | 80,5 | 1,7 | 5,0 | 6,7 | 6,0 | 2,0 | 0,9 | 2,4 | 3,0 | 35,1 |
| 1994/1995  | Чикаго Буллз | 10  | 42,0 | 48,4 | 36,7 | 81,1 | 2,0 | 4,5 | 6,5 | 4,5 | 2,3 | 1,4 | 4,1 | 3,0 | 31,5 |
| 1995/1996★ | Чикаго Буллз | 18  | 40,7 | 45,9 | 40,3 | 81,8 | 1,7 | 3,2 | 4,9 | 4,1 | 1,8 | 0,3 | 2,3 | 2,7 | 30,7 |
| 1996/1997★ | Чикаго Буллз | 19  | 42,3 | 45,6 | 19,4 | 83,1 | 2,2 | 5,6 | 7,8 | 4,8 | 1,6 | 0,9 | 2,6 | 2,4 | 31,1 |
| 1997/1998★ | Чикаго Буллз | 21  | 41,5 | 46,2 | 30,2 | 81,2 | 1,6 | 3,5 | 5,1 | 3,5 | 1,5 | 0,6 | 2,1 | 2,2 | 32,4 |
| Кар'єра    | Кар'єра      | 179 | 41,8 | 48,7 | 33,2 | 82,8 | 1,7 | 4,7 | 6,4 | 5,7 | 2,1 | 0,9 | 3,0 | 3,0 | 33,4 |

##### Загалом
| Сезон      | Команда      | GP  | MIN  | FGM  | FGA  | 3PM | 3PA | FTM  | FTA  | OFF | DEF | REB  | AST  | STL | BLK | TOV | PF  | PTS  |
| ---------- | ------------ | --- | ---- | ---- | ---- | --- | --- | ---- | ---- | --- | --- | ---- | ---- | --- | --- | --- | --- | ---- |
| 1984/1985  | Чикаго Буллз | 4   | 171  | 34   | 78   | 1   | 8   | 48   | 58   | 7   | 16  | 23   | 34   | 11  | 4   | 15  | 15  | 117  |
| 1985/1986  | Чикаго Буллз | 3   | 135  | 48   | 95   | 1   | 1   | 34   | 39   | 5   | 14  | 19   | 17   | 7   | 4   | 14  | 13  | 131  |
| 1986/1987  | Чикаго Буллз | 3   | 128  | 35   | 84   | 2   | 5   | 35   | 39   | 7   | 14  | 21   | 18   | 6   | 7   | 8   | 11  | 107  |
| 1987/1988  | Чикаго Буллз | 10  | 427  | 138  | 260  | 1   | 3   | 86   | 99   | 23  | 48  | 71   | 47   | 24  | 11  | 39  | 38  | 363  |
| 1988/1989  | Чикаго Буллз | 17  | 718  | 199  | 390  | 10  | 35  | 183  | 229  | 26  | 93  | 119  | 130  | 42  | 13  | 68  | 65  | 591  |
| 1989/1990  | Чикаго Буллз | 16  | 674  | 219  | 426  | 16  | 50  | 133  | 159  | 24  | 91  | 115  | 109  | 45  | 14  | 56  | 54  | 587  |
| 1990/1991★ | Чикаго Буллз | 17  | 689  | 197  | 376  | 10  | 26  | 125  | 148  | 18  | 90  | 108  | 142  | 40  | 23  | 43  | 53  | 529  |
| 1991/1992★ | Чикаго Буллз | 22  | 920  | 290  | 581  | 17  | 44  | 162  | 189  | 37  | 100 | 137  | 127  | 44  | 16  | 81  | 62  | 759  |
| 1992/1993★ | Чикаго Буллз | 19  | 783  | 251  | 528  | 28  | 72  | 136  | 169  | 32  | 96  | 128  | 114  | 39  | 17  | 45  | 58  | 666  |
| 1994/1995  | Чикаго Буллз | 10  | 420  | 120  | 248  | 11  | 30  | 64   | 79   | 20  | 45  | 65   | 45   | 23  | 14  | 41  | 30  | 315  |
| 1995/1996★ | Чикаго Буллз | 18  | 733  | 187  | 407  | 25  | 62  | 153  | 187  | 31  | 58  | 89   | 74   | 33  | 6   | 42  | 49  | 552  |
| 1996/1997★ | Чикаго Буллз | 19  | 804  | 227  | 498  | 13  | 67  | 123  | 148  | 42  | 108 | 150  | 91   | 30  | 17  | 49  | 46  | 590  |
| 1997/1998★ | Чикаго Буллз | 21  | 872  | 243  | 526  | 13  | 43  | 181  | 223  | 33  | 74  | 107  | 74   | 32  | 12  | 45  | 47  | 680  |
| Кар'єра    | Кар'єра      | 179 | 7474 | 2188 | 4497 | 148 | 446 | 1463 | 1766 | 305 | 847 | 1152 | 1022 | 376 | 158 | 546 | 541 | 5987 |

#### Вік-енд Всіх зірок

##### Конкурс за кидками зверху

###### 1985
1985 року, в ході свого дебютного сезону в НБА, Майкл Джордан також вперше взяв участь у конкурсі за кидками зверху. Вийшовши в півфінал зі 130 балами за три кидки, Джордан виграв у півфіналі з сумою 142 бали, але у фінальному раунді поступився Домініку Вілкінсу (147-136).
| 1  | 2  | 3  | Сума | 1  | 2  | 3  | Сума | 1  | 2  | 3  | Сума |
| 44 | 42 | 42 | 130  | 45 | 47 | 50 | 142  | 43 | 44 | 49 | 136  |

###### 1987, 1988
Два роки поспіль, у 1987 та 1988 роках, Майкл Джордан ставав чемпіоном конкурсу за кидками зверху: в першому випадку випередивши Джерома Керсі (146-140 у фіналі), а в другому — Домініка Вілкінса, з рахунком 147-145.
| 1    | 2      | Сума   | 1      | 2        | 3        | Сума     | 1        | 2     | 3     | Сума  |       |
| 41   | 47     | 88     | 49     | 49       | 50       | 148      | 48       | 48    | 50    | 146   |       |
| 1987 | Перший | Перший | Перший | Півфінал | Півфінал | Півфінал | Півфінал | Фінал | Фінал | Фінал | Фінал |
| 1987 | 1      | 2      | Сума   | 1        | 2        | 3        | Сума     | 1     | 2     | 3     | Сума  |
| 1987 | 47     | 47     | 94     | 50       | 48       | 47       | 145      | 50    | 47    | 50    | 147   |

##### Матчі Всіх зірок
| ★ | Визнаний найціннішим гравцем Матчу всіх зірок |

| Сезон     | GP | GS | MPG | FGM | FGA | FG%  | 3PM | 3PA | 3P%  | FTM | FTA | FT%  | ORB | REB | AST | STL | BLK | TO | PF | PTS |
| --------- | -- | -- | --- | --- | --- | ---- | --- | --- | ---- | --- | --- | ---- | --- | --- | --- | --- | --- | -- | -- | --- |
| 1984/85   | 1  | 1  | 22  | 2   | 9   | 22,2 | 0   | 1   | 0    | 3   | 4   | 75,0 | 3   | 6   | 2   | 3   | 1   | 1  | 5  | 7   |
| 1986/87   | 1  | 1  | 28  | 5   | 12  | 41,7 | 0   | 1   | 0    | 1   | 2   | 50,0 | 0   | 0   | 4   | 2   | 0   | 5  | 2  | 11  |
| 1987/88★  | 1  | 1  | 29  | 17  | 23  | 73,9 | 0   | 0   | -    | 6   | 6   | 100  | 3   | 8   | 3   | 4   | 4   | 2  | 5  | 40  |
| 1988/89   | 1  | 1  | 33  | 13  | 23  | 56,5 | 0   | 1   | 0    | 2   | 4   | 50,0 | 1   | 2   | 3   | 5   | 0   | 4  | 1  | 28  |
| 1989/90   | 1  | 1  | 29  | 8   | 17  | 47,1 | 1   | 1   | 100  | 0   | 0   | -    | 1   | 5   | 2   | 5   | 1   | 5  | 1  | 17  |
| 1990/91   | 1  | 1  | 36  | 10  | 25  | 40,0 | 0   | 2   | 0    | 6   | 7   | 85,7 | 3   | 5   | 5   | 2   | 0   | 10 | 2  | 26  |
| 1991/92   | 1  | 1  | 31  | 9   | 17  | 52,9 | 0   | 0   | -    | 0   | 0   | -    | 1   | 1   | 5   | 2   | 0   | 1  | 2  | 18  |
| 1992/93   | 1  | 1  | 36  | 10  | 24  | 41,7 | 1   | 2   | 50,0 | 9   | 13  | 69,2 | 3   | 4   | 5   | 4   | 0   | 6  | 5  | 30  |
| 1995/96★  | 1  | 1  | 22  | 8   | 11  | 72,7 | 0   | 0   | -    | 4   | 4   | 100  | 1   | 4   | 1   | 1   | 0   | 0  | 1  | 20  |
| 1996/97   | 1  | 1  | 26  | 5   | 14  | 35,7 | 0   | 0   | -    | 4   | 7   | 57,1 | 3   | 11  | 11  | 2   | 0   | 3  | 4  | 14  |
| 1997/98★  | 1  | 1  | 32  | 10  | 18  | 55,6 | 1   | 1   | 100  | 2   | 3   | 66,7 | 1   | 6   | 8   | 3   | 0   | 2  | 0  | 23  |
| 2001/02   | 1  | 1  | 22  | 4   | 13  | 30,8 | 0   | 0   | -    | 0   | 0   | -    | 0   | 4   | 3   | 2   | 0   | 1  | 1  | 8   |
| 2002/03   | 1  | 1  | 36  | 9   | 27  | 33,3 | 0   | 2   | 0    | 2   | 2   | 100  | 2   | 5   | 2   | 2   | 0   | 2  | 3  | 20  |
| 1985-2003 | 13 | 13 | 382 | 110 | 233 | 47,2 | 3   | 11  | 27,3 | 39  | 52  | 75,0 | 22  | 61  | 54  | 37  | 6   | 42 | 32 | 262 |

### Зазбірну США

#### В середньому за гру
| Місто, рік        | Команда    | GP | FGM | FGA | FG%  | FTM | FTA | FT%  | REB | AST | STL | BLK | PTS  |
| ----------------- | ---------- | -- | --- | --- | ---- | --- | --- | ---- | --- | --- | --- | --- | ---- |
| Лос-Анджелес-1984 | Збірна США | 8  | 60  | 110 | 54,5 | 17  | 25  | 68,0 | 3,0 | 2,0 | 1,5 | 1,1 | 17,1 |
| Барселона-1992    | Збірна США | 8  | 51  | 113 | 45,1 | 13  | 19  | 68,4 | 2,4 | 4,6 | 4,6 | 0,5 | 14,9 |
| Загалом           | Загалом    | 16 | 111 | 223 | 49,7 | 30  | 44  | 68,1 | 2,7 | 3,4 | 3,0 | 0,7 | 16,0 |

### Загалом
| Місто, рік        | Команда    | GP | FGM | FGA | FG%  | FTM | FTA | FT%  | REB | AST | STL | BLK | PTS |
| ----------------- | ---------- | -- | --- | --- | ---- | --- | --- | ---- | --- | --- | --- | --- | --- |
| Лос-Анджелес-1984 | Збірна США | 8  | 60  | 110 | 54,5 | 17  | 25  | 68,0 | 24  | 16  | 12  | 7   | 137 |
| Барселона-1992    | Збірна США | 8  | 51  | 113 | 45,1 | 13  | 19  | 68,4 | 19  | 38  | 37  | 4   | 119 |
| Загалом           | Загалом    | 16 | 111 | 223 | 49,7 | 30  | 44  | 68,1 | 43  | 54  | 49  | 11  | 256 |

### Бейсбольна кар'єра

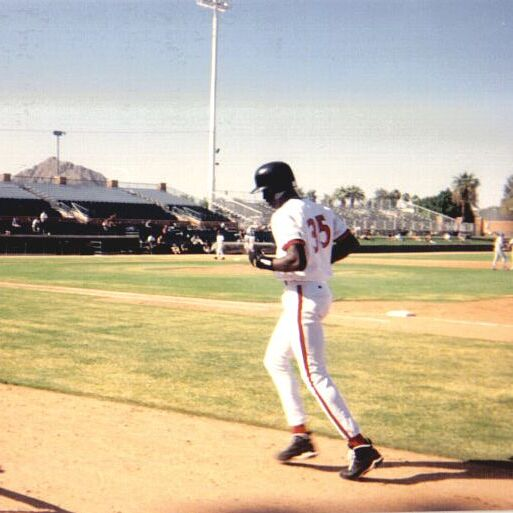
Джордан під час гри за «Скоттсдейл Скорпіонс»

За даними сайту baseball-reference.com

#### Гра в нападі
- G — games — ігор
- AB — at bat — виходів на біту
- H — hits — хітів
- R — runs — ранів
- BA — batting average — відсоток відбивання
- 2B — doubles — даблів
- 3В — tripples — триплів
- HR — home run — хоум-ранів
- SLG — slugging percentage — результативність відбивання
- RBI — runs batted in — ранів на відбиванні
- SB — stolen bases — викрадено баз
- SO — strikeouts — страйк-аутів

| Рік  | Команда          | Ліга          | Рівень | G   | AB  | H  | R  | BA   | 2B | 3В | HR | SLG  | RBI | SB | SO  |
| ---- | ---------------- | ------------- | ------ | --- | --- | -- | -- | ---- | -- | -- | -- | ---- | --- | -- | --- |
| 1994 | Бірмінгем Беронс | Південна ліга | AA     | 127 | 436 | 88 | 46 | 20.2 | 17 | 1  | 3  | 26,6 | 51  | 30 | 114 |

#### Гра в захисті
| Рік  | Команда          | G   | TC  | PO  | A | E  | FPCT |
| ---- | ---------------- | --- | --- | --- | - | -- | ---- |
| 1994 | Бірмінгем Беронс | 127 | 230 | 213 | 6 | 11 | 95,2 |

## Досягнення
- Жодного матчу не закінчив без набраних очок (1251 гра)
- Набрав менш як 10 очок лише у 13 матчах за кар'єру (всі — під час регулярного сезону).
- У всіх іграх плей-оф набирав понад 15 очок (179 ігор), лише 6 разів набрав менш як 20.
- Набрав 20 і більше очок в 1099 іграх (926 разів — під час регулярного сезону / 173 — під час плей-оф)
- Набрав 30 очок у 671 грі (562/109)
- Набрав 40 і більше очок у 211 іграх (173/38)
- Набрав 50 і більше очок у 39 іграх (31/8)
- Набрав 60 і більше очок в 5 іграх (4/1)
- Зробив 240 дабл-даблів за кар'єру (201/39)
- Зробив 31 трипл-дабл за кар'єру (28/2 + 1 у Матчі всіх зірок)

### Лідер НБА

#### Регулярний чемпіонат

##### За гру
- За кількістю зіграних хвилин у середньому за гру (двічі): 1988 (40,4), 1989 (40,2).
- За кількістю очок у середньому за гру (10 разів)[К 3]: 1987 (37,1), 1988 (35,0), 1989 (32,5), 1990 (33,6), 1991 (31,5), 1992 (30,1), 1993 (32,6), 1996 (30,4), 1997 (29,6), 1998 (28,7).
- За кількістю перехоплень у середньому за гру (тричі): 1988 (3,2), 1990 (2,8), 1993 (2,8).

##### За сезон
- За кількістю зіграних ігор за сезон (5 разів): 1985 (82), 1987 (82), 1990 (82), 1991 (82), 1998 (82).
- За кількістю зіграних хвилин за сезон (тричі): 1987 (3281), 1988 (3311), 1989 (3255).
- За кількістю забитих кидків з гри (10 разів): 1987 (1098), 1988 (1069), 1989 (966), 1990 (1034), 1991 (990), 1992 (943), 1993 (992), 1996 (916), 1997 (920), 1998 (881).
- За кількістю виконаних кидків з гри (9 разів): 1987 (2279), 1988 (1998), 1990 (1964), 1991 (1837), 1992 (1818), 1993 (2003), 1996 (1850), 1997 (1892), 1998 (1893).
- За кількістю забитих штрафних кидків (двічі): 1987 (833), 1988 (723).
- За кількістю виконаних кидків з гри (1 раз): 1987 (972).
- За кількістю перехоплень за сезон (тричі): 1988 (259), 1990 (227), 1993 (221).
- За кількістю очок у сумі за сезон (11 разів): 1985 (2313), 1987 (3041), 1988 (2868), 1989 (2633), 1990 (2753), 1991 (2580), 1992 (2404), 1993 (2541), 1996 (2491), 1997 (2431), 1998 (2357).

#### Плей-оф

##### За гру
- За кількістю хвилин за гру (1 раз): 1985 (42,8).
- За кількістю набраних очок за гру (10 разів): 1986 (43,7), 1987 (35,7), 1989 (34,8), 1990 (36,7), 1991 (31,1), 1992 (34,5), 1993 (35,1), 1996 (30,7), 1997 (31,1), 1998 (32,4).

##### За весь розіграш
- За кількістю набраних очок у сумі в плей-оф (8 разів): 1989 (591), 1990 (587), 1991 (529), 1992 (729), 1993 (666), 1996 (552), 1997 (590), 1998 (680).
- За кількістю забитих кидків з гри (7 разів): 1989 (199), 1991 (197), 1992 (290), 1993 (251), 1997 (227), 1998 (243).
- За кількістю виконаних кидків з гри (8 разів): 1989 (390), 1991 (376), 1992 (581), 1993 (528), 1996 (407), 1997 (498), 1998 (526).
- За кількістю зіграних хвилин (тричі): 1989 (718), 1992 (920), 1998 (872).
- За кількістю забитих штрафних кидків (тричі): 1989 (183), 1996 (153), 1998 (181).
- За кількістю виконаних штрафних кидків (тричі): 1989 (229), 1996 (187), 1998 (223).
- За кількістю перехоплень (двічі): 1989 (42), 1992 (44).

### Найкращі показники за кар'єру
| Рекорд клубу Чикаго Буллз |
| Рекорд НБА                |
| Рекорд НБА (колишній)     |

### Регулярний сезон
| Показник                              | Кількість        | № половини/чверті | Суперник                        | Дата              |
| ------------------------------------- | ---------------- | ----------------- | ------------------------------- | ----------------- |
| Очки (з овертаймом)                   | 69               | —                 | Клівленд Кавальєрс (г)          | 28 березня 1990   |
| Очки (без овертайму)                  | 61               | —                 | Атланта Гокс (вд)               | 16 квітня 1987    |
| Очки (половина)                       | 39               | 2                 | Мілвокі Бакс (вд)               | 16 лютого 1988    |
| Очки (чверть)                         | 30               | 4                 | Денвер Наггетс (г)              | 26 листопада 1989 |
| Відсоток влучання з гри               | 24-29 (82,8 %)   | —                 | Філадельфія Севенті Сіксерс (г) | 16 листопада 1988 |
| Кидки з гри, забито (з овертаймом)    | 27               | —                 | Орландо Меджик (вд)             | 16 січня 1993     |
| Кидки з гри, забито (без овертайму)   | 24               | —                 | Філадельфія Севенті Сіксерс (г) | 16 листопада 1988 |
| Кидки з гри, забито (половина)        | 15               | 1                 | Орландо Меджик (вд)             | 16 січня 1993     |
| Кидки з гри, забито (чверть)          | 11               | 1                 | Орландо Меджик (вд)             | 16 січня 1993     |
| Кидки з гри, виконано (з овертаймом)  | 49               | —                 | Орландо Меджик (вд)             | 16 січня 1993     |
| Кидки з гри, виконано (без овертайму) | 43               | —                 | Лос-Анджелес Лейкерс (г)        | 28 листопада 1986 |
| Кидки з гри, виконано (без овертайму) | 43               | —                 | Х'юстон Рокетс (вд)             | 15 січня 1987     |
| Кидки з гри, виконано (половина)      | 24               | 2                 | Орландо Меджик (вд)             | 16 січня 1993     |
| Штрафні кидки, забито (без промаха)   | 15-15            | —                 | Нью-Джерсі Нетс (вд)            | 10 січня 1987     |
| Штрафні кидки, забито (один промах)   | 26-27            | —                 | Нью-Джерсі Нетс (вд)            | 26 лютого 1987    |
| Штрафні кидки, забито                 | 26               | —                 | Нью-Джерсі Нетс (вд)            | 26 лютого 1987    |
| Штрафні кидки, забито (половина)      | 20               | 2                 | Маямі Гіт (г)                   | 30 грудня 1992    |
| Штрафні кидки, забито (чверть)        | 14               | 4                 | Юта Джаз (г)                    | 15 листопада 1989 |
| Штрафні кидки, забито (чверть)        | 14               | 4                 | Маямі Гіт (г)                   | 30 грудня 1992    |
| Штрафні кидки, виконано               | 27               | —                 | Нью-Джерсі Нетс (вд)            | 26 лютого 1987    |
| Штрафні кидки, виконано (половина)    | 23               | 2                 | Маямі Гіт (г)                   | 30 грудня 1992    |
| Штрафні кидки, виконано (чверть)      | 16               | 4                 | Маямі Гіт (г)                   | 30 грудня 1992    |
| Триочкові кидки, забито               | 7                | —                 | Голден Стейт Ворріорз (вд)      | 18 січня 1990     |
| Триочкові кидки, виконано             | 12               | —                 | Голден Стейт Ворріорз (вд)      | 18 січня 1990     |
| Підбирання (з овертаймом)             | 18               | —                 | Клівленд Кавальєрс (г)          | 28 березня 1990   |
| Підбирання (без овертайму)            | 18               | —                 | Сіетл Суперсонікс (вд)          | 18 березня 1997   |
| Підбирання в нападі                   | 8                | —                 | Лос-Анджелес Лейкерс (г)        | 28 листопада 1986 |
| Підбирання в нападі                   | 8                | —                 | Денвер Наггетс (вд)             | 5 грудня 1989     |
| Підбирання в нападі                   | 8                | —                 | Лос-Анджелес Лейкерс (вд)       | 21 грудня 1990    |
| Підбирання в нападі                   | 8                | —                 | Сіетл Суперсонікс (вд)          | 18 березня 1997   |
| Підбирання в захисті                  | 14               | —                 | Нью-Джерсі Нетс (г)             | 16 березня 1996   |
| Результативні передачі                | 17               | —                 | Портленд Трейл Блейзерс (г)     | 24 березня 1989   |
| Перехоплення                          | 10               | —                 | Нью-Джерсі Нетс (вд)            | 29 січня 1988     |
| Перехоплення (половина)               | 8                | 1                 | Бостон Селтікс (г)              | 9 листопада 1988  |
| Перехоплення (чверть)                 | 6                | 3                 | Нью-Джерсі Нетс (вд)            | 29 січня 1988     |
| Блок-шоти                             | 6                | —                 | Сіетл Суперсонікс (г)           | 2 грудня 1986     |
| Втрати                                | 9                | —                 | Чикаго Буллз (г)                | 19 січня 2002     |
| Втрати                                | 9                | —                 | Орландо Меджик (вд)             | 11 березня 2003   |
| Хвилин на майданчику                  | 56 (3 овертайми) | —                 | Юта Джаз (г)                    | 3 лютого 1992     |

### Плей-оф
| Показник                             | Кількість        | № половини/чверті | Суперник                         | Дата           |
| ------------------------------------ | ---------------- | ----------------- | -------------------------------- | -------------- |
| Очки (з овертаймом)                  | 63               | —                 | Бостон Селтікс (г)               | 20 квітня 1986 |
| Очки (без овертайму)                 | 56               | —                 | Маямі Гіт (г)                    | 29 квітня 1992 |
| Очки (половина)                      | 37               | 2                 | Маямі Гіт (г)                    | 29 квітня 1992 |
| Очки (чверть)                        | 24               | 4                 | Філадельфія Севенті Сіксерс (г)  | 11 травня 1990 |
| Очки (овертайм)                      | 9                | —                 | Нью-Йорк Нікс (г)                | 9 травня 1989  |
| Відсоток влучання з гри              | 15-18 (83,3 %)   | —                 | Лос-Анджелес Лейкерс (вд)        | 5 червня 1991  |
| Кидки з гри, забито                  | 24               | —                 | Клівленд Кавальєрс (вд)          | 1 травня 1988  |
| Кидки з гри, забито (половина)       | 14               | 1                 | Клівленд Кавальєрс (вд)          | 1 травня 1988  |
| Кидки з гри, забито (половина)       | 14               | 2                 | Філадельфія Севенті Сіксерс (г)  | 11 травня 1990 |
| Кидки з гри, забито (половина)       | 14               | 1                 | Портленд Трейл Блейзерс (вд)     | 3 червня 1992  |
| Кидки з гри, забито (половина)       | 14               | 1                 | Фінікс Санз (вд)                 | 16 червня 1993 |
| Кидки з гри, забито (чверть)         | 10               | 4                 | Філадельфія Севенті Сіксерс (г)  | 11 травня 1990 |
| Кидки з гри, забито (овертайм)       | 4                | —                 | Нью-Йорк Нікс (г)                | 9 травня 1989  |
| Кидки з гри, виконано                | 45               | —                 | Клівленд Кавальєрс (вд)          | 1 травня 1988  |
| Кидки з гри, виконано (половина)     | 25               | 1                 | Клівленд Кавальєрс (вд)          | 1 травня 1988  |
| Кидки з гри, виконано (чверть)       | 13               | 1                 | Портленд Трейл Блейзерс (вд)     | 3 червня 1992  |
| Кидки з гри, виконано (овертайм)     | 5                | 1                 | Бостон Селтікс (г)               | 20 квітня 1986 |
| Триочкові кидки, забито              | 6                | —                 | Портленд Трейл Блейзерс (вд)     | 3 червня 1992  |
| Триочкові кидки, забито              | 6                | —                 | Нью-Йорк Нікс (вд)               | 31 травня 1993 |
| Триочкові кидки, забито (половина)   | 6                | 1                 | Портленд Трейл Блейзерс (вд)     | 3 червня 1992  |
| Триочкові кидки, виконано            | 11               | —                 | Філадельфія Севенті Сіксерс (г)  | 11 травня 1990 |
| Триочкові кидки, виконано (половина) | 9                | 1                 | Портленд Трейл Блейзерс (вд)     | 3 червня 1992  |
| Штрафні кидки, забито (без промаха)  | 12-12            | —                 | Клівленд Кавальєрс (вд)          | 28 квітня 1988 |
| Штрафні кидки, забито (один промах)  | 16-17            | —                 | Нью-Йорк Нікс (вд)               | 29 травня 1993 |
| Штрафні кидки, забито                | 23               | —                 | Нью-Йорк Нікс (вд)               | 14 травня 1989 |
| Штрафні кидки, забито (половина)     | 14               | 2                 | Детройт Пістонс (вд)             | 28 травня 1990 |
| Штрафні кидки, забито (чверть)       | 13               | 4                 | Детройт Пістонс (вд)             | 21 травня 1991 |
| Штрафні кидки, забито(овертайм)      | 3                | —                 | Нью-Джерсі Нетс (вд)             | 24 квітня 1998 |
| Штрафні кидки, виконано              | 28               | —                 | Нью-Йорк Нікс (вд)               | 14 травня 1989 |
| Штрафні кидки, виконано (половина)   | 17               | 2                 | Нью-Йорк Нікс (вд)               | 14 травня 1989 |
| Штрафні кидки, виконано, quarter     | 14               | 4                 | Детройт Пістонс (вд)             | 21 травня 1991 |
| Штрафні кидки, виконано (овертайм)   | 5                | —                 | Нью-Джерсі Нетс (вд)             | 24 квітня 1998 |
| Підбирання                           | 19               | —                 | Філадельфія Севенті Сіксерс (вд) | 14 травня 1991 |
| Підбирання в нападі                  | 8                | —                 | Клівленд Кавальєрс (вд)          | 21 травня 1992 |
| Підбирання в захисті                 | 15               | —                 | Філадельфія Севенті Сіксерс (вд) | 14 травня 1991 |
| Результативні передачі               | 14               | —                 | Нью-Йорк Нікс (г)                | 2 червня 1993  |
| Перехоплення                         | 6                | —                 | Детройт Пістонс (вд)             | 15 травня 1988 |
| Перехоплення                         | 6                | —                 | Нью-Йорк Нікс (вд)               | 13 травня 1989 |
| Перехоплення                         | 6                | —                 | Філадельфія Севенті Сіксерс (вд) | 16 травня 1990 |
| Перехоплення                         | 6                | —                 | Нью-Йорк Нікс (г)                | 30 квітня 1991 |
| Блок-шоти                            | 5                | —                 | Детройт Пістонс (г)              | 25 травня 1991 |
| Втрати                               | 8                | —                 | Детройт Пістонс (вд)             | 2 червня 1989  |
| Втрати                               | 8                | —                 | Орландо Меджик (г)               | 7 травня 1995  |
| Хвилин на майданчику                 | 57 (3 овертайми) | —                 | Фінікс Санз (вд)                 | 13 червня 1993 |

### Фінальні серії
| Показник                             | Кількість        | № половини/чверті | Суперник                     | Дата           |
| ------------------------------------ | ---------------- | ----------------- | ---------------------------- | -------------- |
| Очки                                 | 55               | —                 | Фінікс Санз (вд)             | 16 червня 1993 |
| Очки (половина)                      | 35               | 1                 | Портленд Трейл Блейзерс (вд) | 3 червня 1992  |
| Очки (чверть)                        | 22               | 2                 | Фінікс Санз (вд)             | 16 червня 1993 |
| Відсоток влучання з гри              | 15-18 (83,3 %)   | —                 | Лос-Анджелес Лейкерс (вд)    | 5 червня 1991  |
| Кидки з гри, забито                  | 21               | —                 | Фінікс Санз (вд)             | 16 червня 1993 |
| Кидки з гри, забито (половина)       | 14               | 1                 | Портленд Трейл Блейзерс (вд) | 3 червня 1992  |
| Кидки з гри, забито (половина)       | 14               | 1                 | Фінікс Санз (вд)             | 16 червня 1993 |
| Кидки з гри, забито (чверть)         | 9                | 2                 | Фінікс Санз (вд)             | 16 червня 1993 |
| Кидки з гри, виконано (3 OT)         | 43               | —                 | Фінікс Санз (вд)             | 13 червня 1993 |
| Кидки з гри, виконано (половина)     | 23               | 2                 | Юта Джаз (вд)                | 13 червня 1997 |
| Кидки з гри, виконано (чверть)       | 13               | 1                 | Портленд Трейл Блейзерс (вд) | 3 червня 1992  |
| Триочкові кидки, забито              | 6                | —                 | Портленд Трейл Блейзерс (вд) | 3 червня 1992  |
| Триочкові кидки, забито (половина)   | 6                | 1                 | Портленд Трейл Блейзерс (вд) | 3 червня 1992  |
| Триочкові кидки, виконано            | 10               | —                 | Портленд Трейл Блейзерс (вд) | 3 червня 1992  |
| Триочкові кидки, виконано (половина) | 10               | 1                 | Портленд Трейл Блейзерс (вд) | 3 червня 1992  |
| Штрафні кидки, забито (без промаха)  | 11-11            | —                 | Сіетл Суперсонікс (г)        | 9 червня 1996  |
| Штрафні кидки, забито                | 16               | —                 | Портленд Трейл Блейзерс (г)  | 12 червня 1992 |
| Штрафні кидки, забито (половина)     | 10               | 2                 | Юта Джаз (вд)                | 4 червня 1997  |
| Штрафні кидки, забито (чверть)       | 9                | 2                 | Юта Джаз (г)                 | 11 червня 1997 |
| Штрафні кидки, виконано              | 21               | —                 | Юта Джаз (вд)                | 4 червня 1997  |
| Штрафні кидки, виконано (половина)   | 15               | 2                 | Юта Джаз (вд)                | 4 червня 1997  |
| Штрафні кидки, виконано (чверть)     | 12               | 4                 | Юта Джаз (вд)                | 4 червня 1997  |
| Підбирання                           | 13               | —                 | Юта Джаз (вд)                | 4 червня 1997  |
| Підбирання в нападі                  | 5                | —                 | Фінікс Санз (г)              | 11 червня 1993 |
| Підбирання в захисті                 | 10               | —                 | Юта Джаз (вд)                | 13 червня 1997 |
| Результативні передачі               | 13               | —                 | Лос-Анджелес Лейкерс (вд)    | 5 червня 1991  |
| Результативні передачі               | 13               | —                 | Лос-Анджелес Лейкерс (г)     | 9 червня 1991  |
| Перехоплення                         | 5                | —                 | Лос-Анджелес Лейкерс (г)     | 12 червня 1991 |
| Перехоплення                         | 5                | —                 | Фінікс Санз (г)              | 9 червня 1993  |
| Блок-шоти                            | 2                | —                 | 6 раз                        |                |
| Втрати                               | 6                | —                 | Лос-Анджелес Лейкерс (г)     | 12 червня 1991 |
| Хвилин на майданчику                 | 57 (3 овертайми) | —                 | Фінікс Санз (вд)             | 13 червня 1993 |

### Ігри, в яких Джордан набрав 50 і більше очок
| Матч плей-оф |

| Очки | Дата              | Суперник                         | Результат матчу | Хвилин на майданчику | Кидки з гри | Штрафні кидки |
| ---- | ----------------- | -------------------------------- | --------------- | -------------------- | ----------- | ------------- |
| 69   | 28 березня 1990   | Клівленд Кавальєрс (г)           | В 117—113       | 50                   | 23-37       | 21-23         |
| 64   | 16 січня 1993     | Орландо Меджик (вд)              | П 124—128       | 47                   | 27-49       | 9-11          |
| 63   | 20 квітня 1986    | Бостон Селтікс (г)               | П 131—135 2ОТ   | 53                   | 22-41       | 19-21         |
| 61   | 16 квітня 1987    | Атланта Гокс (вд)                | П 114—117       | 41                   | 22-38       | 17-21         |
| 61   | 4 березня 1987    | Детройт Пістонс (г)              | В 125—120 OT    | 43                   | 22-39       | 17-18         |
| 59   | 3 квітня 1988     | Детройт Пістонс (г)              | В 112—110       | 42                   | 21-27       | 17-19         |
| 58   | 26 лютого 1987    | Нью-Джерсі Нетс (вд)             | В 128—113       | 37                   | 16-25       | 26-27         |
| 57   | 23 грудня 1992    | Вашингтон Буллетс (вд)           | В 107-98        | 42                   | 22-37       | 7-8           |
| 56   | 29 квітня 1992    | Маямі Гіт (г)                    | В 119—114       | 43                   | 20-30       | 16-18         |
| 56   | 24 березня 1987   | Філадельфія Севенті-Сіксерс (вд) | В 93-91         | 44                   | 22-32       | 12-15         |
| 55   | 1 травня 1988     | Клівленд Кавальєрс (вд)          | В 106—101       | [ К 6 ]              | 24-45       | 7-7           |
| 55   | 16 червня 1993    | Фінікс Санз (вд)                 | В 111—105       | 46                   | 21-37       | 13-18         |
| 55   | 28 березня 1995   | Нью-Йорк Нікс (г)                | В 113—111       | 39                   | 21-37       | 10-11         |
| 55   | 27 квітня 1997    | Вашингтон Буллетс (вд)           | В 109—104       | 44                   | 22-35       | 10-10         |
| 54   | 3 листопада 1989  | Клівленд Кавальєрс (вд)          | В 124—119 ОТ    | 47                   | 19-31       | 15-17         |
| 54   | 20 листопада 1992 | Лос-Анджелес Лейкерс (г)         | П 118—120       | 47                   | 21-39       | 11-14         |
| 54   | 31 травня 1993    | Нью-Йорк Нікс (вд)               | В 105-95        | 39                   | 18-30       | 12-14         |
| 53   | 8 січня 1987      | Портленд Трейл-Блейзерс (вд)     | В 121—117       | 43                   | 20-34       | 13-16         |
| 53   | 12 квітня 1987    | Індіана Пейсерз (вд)             | В 116-95        | 42                   | 19-27       | 15-18         |
| 53   | 21 січня 1989     | Фінікс Санз (вд)                 | П 107—116       | 41                   | 20-28       | 13-15         |
| 53   | 7 березня 1996    | Детройт Пістонс (вд)             | В 102-81        | 38                   | 21-28       | 9-10          |
| 52   | 17 грудня 1987    | Клівленд Кавальєрс (вд)          | В 111—100       | 41                   | 20-31       | 12-12         |
| 52   | 26 лютого 1988    | Портленд Трейл Блейзерс (вд)     | П 96-104        | 43                   | 21-34       | 10-12         |
| 52   | 9 листопада 1988  | Бостон Селтікс (г)               | В 110—104       | 42                   | 18-33       | 14-16         |
| 52   | 16 листопада 1988 | Філадельфія Севенті Сіксерс (г)  | П 110—123       | 43                   | 24-29       | 4-4           |
| 52   | 26 листопада 1988 | Денвер Наггетс (г)               | П 123—128       | 44                   | 19-27       | 11-14         |
| 52   | 20 грудня 1989    | Орландо Меджик (г)               | П 109—110       | 45                   | 20-37       | 10-10         |
| 52   | 12 березня 1993   | Шарлотт Горнетс (вд)             | В 123—108       | 43                   | 21-35       | 8-9           |
| 51   | 19 березня 1992   | Вашингтон Буллетс (г)            | В 106—100       | 43                   | 19-30       | 12-15         |
| 51   | 21 січня 1997     | Нью-Йорк Нікс (вд)               | В 88-87         | 43                   | 18-30       | 10-11         |
| 51   | 29 грудня 2001    | Шарлотт Горнетс (вд)             | В 107-90        | 38                   | 21-38       | 9-10          |
| 50   | 1 листопада 1986  | Нью-Йорк Нікс (г)                | В 106—103       | 41                   | 15-31       | 20-22         |
| 50   | 13 квітня 1987    | Мілвокі Бакс (г)                 | В 114—107       | 41                   | 16-31       | 18-22         |
| 50   | 18 березня 1988   | Бостон Селтікс (вд)              | В 113—103       | 42                   | 19-32       | 11-11         |
| 50   | 28 квітня 1988    | Клівленд Кавальєрс (вд)          | В 104-93        |                      | 19-35       | 12-12         |
| 50   | 16 лютого 1989    | Мілвокі Бакс (вд)                | В 117—116       | 40                   | 16-26       | 17-18         |
| 50   | 5 травня 1989     | Клівленд Кавальєрс (вд)          | П 105—108       |                      | 14-28       | 22-27         |
| 50   | 24 березня 1992   | Денвер Наггетс (вд)              | В 116—103       | 41                   | 18-31       | 12-13         |
| 50   | 6 листопада 1996  | Маямі Гіт (г)                    | В 106—100       | 40                   | 18-33       | 13-14         |

### Тріпл-дабли
| Матч плей-оф    |
| Матч всіх зірок |

| Дата            | Суперник                         | Результат матчу | Очки | Підбирання | Передачі |
| --------------- | -------------------------------- | --------------- | ---- | ---------- | -------- |
| 14 січня 1985   | Денвер Наггетс (вд)              | В 122—113       | 35   | 14         | 15       |
| 1 березня 1985  | Нью-Йорк Нікс (вд)               | В 109—104       | 21   | 10         | 10       |
| 17 березня 1985 | Мілвокі Бакс (вд)                | В 119—117 (ОТ)  | 32   | 11         | 16       |
| 2 січня 1988    | Нью-Джерсі Нетс (вд)             | В 116-93        | 25   | 10         | 10       |
| 16 січня 1988   | Детройт Пістонс (вд)             | В 115-99        | 36   | 10         | 10       |
| 3 січня 1989    | Лос-Анджелес Кліпперс (вд)       | В 126—121 (ОТ)  | 41   | 10         | 11       |
| 13 січня 1989   | Денвер Наггетс (вд)              | В 104-99        | 38   | 12         | 11       |
| 31 січня 1989   | Детройт Пістонс (вд)             | П 98-104 (ОТ)   | 21   | 12         | 10       |
| 13 березня 1989 | Індіана Пейсерз (вд)             | В 122-90        | 21   | 14         | 14       |
| 25 березня 1989 | Сіетл Суперсонікс (г)            | В 111—110       | 21   | 12         | 12       |
| 28 березня 1989 | Голден-Стейт Ворріорс (вд)       | В 115—106       | 33   | 12         | 11       |
| 29 березня 1989 | Мілвокі Бакс (г)                 | В 106—102       | 32   | 10         | 10       |
| 31 березня 1989 | Клівленд Кавальєрс (вд)          | П 100—109       | 37   | 10         | 10       |
| 2 квітня 1989   | Нью-Джерсі Нетс (вд)             | В 106-95        | 27   | 14         | 12       |
| 4 квітня 1989   | Шарлотт Горнетс (вд)             | В 121—101       | 33   | 10         | 12       |
| 6 квітня 1989   | Детройт Пістонс (г)              | П 108—115       | 31   | 13         | 10       |
| 9 квітня 1989   | Атланта Гокс (г)                 | П 100—108       | 40   | 10         | 12       |
| 13 квітня 1989  | Індіана Пейсерс (г)              | В 109—105       | 47   | 11         | 13       |
| 14 квітня 1989  | Нью-Джерсі Нетс (г)              | П 111—123       | 29   | 10         | 12       |
| 21 квітня 1989  | Вашингтон Буллетс (вд)           | В 115—113       | 34   | 14         | 11       |
| 9 травня 1989   | Нью-Йорк Нікс (г)                | В 120—109       | 34   | 10         | 12       |
| 23 лютого 1990  | Портленд Трейл-Блейзерс (вд)     | В 113—102       | 35   | 10         | 10       |
| 6 грудня 1991   | Шарлотт Горнетс (вд)             | В 114-96        | 19   | 11         | 10       |
| 21 лютого 1992  | Атланта Гокс (г)                 | В 103-88        | 33   | 10         | 14       |
| 9 грудня 1992   | Клівленд Кавальєрс (вд)          | В 108-91        | 28   | 11         | 10       |
| 19 грудня 1992  | Філадельфія Севенті-Сіксерс (вд) | П 96-98         | 23   | 10         | 10       |
| 29 грудня 1992  | Шарлотт Горнетс (г)              | В 114—103       | 28   | 12         | 11       |
| 15 січня 1993   | Голден Стейт Ворріорз (вд)       | В 122—101       | 26   | 12         | 10       |
| 2 червня 1993   | Нью-Йорк Нікс (г)                | В 97-94         | 29   | 10         | 14       |
| 9 лютого 1997   | Збірна всіх зірок Заходу         | В 132—120       | 14   | 11         | 11       |
| 14 квітня 1997  | Торонто Репторз (вд)             | В 117—100       | 30   | 11         | 10       |

### Показники близькі до квадрупл-даблу
| Дата          | Суперник                   | Підсумок матчу | Очки | Підбирання | Передачі | Перехоплення |
| ------------- | -------------------------- | -------------- | ---- | ---------- | -------- | ------------ |
| 2 січня 1988  | Нью-Джерсі Нетс (вд)       | У 116-93       | 25   | 10         | 10       | 6            |
| 3 січня 1989  | Лос-Анджелес Кліпперс (вд) | У 126-121 (ОТ) | 41   | 10         | 11       | 6            |
| 15 січня 1989 | Бостон Селтікс (вд)        | У 110-104      | 42   | 9          | 11       | 8            |
| 4 квітня 1989 | Шарлотт Горнетс (вд)       | У 121-101      | 33   | 10         | 12       | 6            |

### Показники близькі до 5-5
| Матч плей-оф |

| Дата              | Суперник                  | Результат матчу | Очки | Підбирання | Передачі | Перехоплення | Блок-шоти |
| ----------------- | ------------------------- | --------------- | ---- | ---------- | -------- | ------------ | --------- |
| 2 грудня 1986     | Сіетл Суперсонікс (г)     | В 115—109 (ОТ)  | 40   | 9          | 6        | 3            | 6         |
| 16 лютого 1987    | Сакраменто Кінґс (вд)     | П 120—124 (ОТ)  | 43   | 7          | 6        | 5            | 4         |
| 22 лютого 1987    | Клівленд Кавальєрс (вд)   | В 102-98        | 43   | 4          | 6        | 8            | 5         |
| 6 березня 1987    | Нью-Йорк Нікс (вд)        | П 109—110       | 27   | 8          | 5        | 8            | 3         |
| 1 квітня 1987     | Індіана Пейсерз (г)       | П 94-99         | 26   | 9          | 7        | 5            | 3         |
| 20 листопада 1987 | Атланта Гокс (вд)         | В 94-92         | 33   | 7          | 7        | 4            | 4         |
| 12 грудня 1987    | Х'юстон Рокетс (вд)       | В 112—103       | 44   | 3          | 9        | 5            | 5         |
| 2 січня 1988      | Нью-Джерсі Нетс (вд)      | В 116-93        | 25   | 10         | 10       | 6            | 3         |
| 5 січня 1988      | Індіана Пейсерз (вд)      | В 93-77         | 31   | 11         | 9        | 4            | 5         |
| 7 січня 1988      | Денвер Наггетс (вд)       | В 100-96        | 28   | 9          | 5        | 6            | 4         |
| 16 січня 1988     | Детройт Пістонс (вд)      | В 115-99        | 36   | 10         | 10       | 4            | 4         |
| 23 листопада 1988 | Лос-Анджелес Кліпперс (г) | П 97-105        | 26   | 12         | 7        | 5            | 4         |
| 15 грудня 1990    | Клівленд Кавальєрс (вд)   | В 116-98        | 24   | 9          | 6        | 5            | 3         |
| 25 травня 1991    | Детройт Пістонс (г)       | В 113—107       | 33   | 7          | 7        | 3            | 5         |
| 18 травня 1995    | Орландо Меджик (вд)       | П 102—108       | 24   | 9          | 7        | 4            | 4         |

## Рекорди

### НБА

#### Регулярний чемпіонат
Основна стаття: Список рекордів регулярного сезону НБА

##### За одну гру
- Кількість штрафних кидків, виконаних за половину — 23 (проти «Маямі Гіт», 30 грудня 1992).
- Кількість штрафних кидків, забитих за половину — 20 (проти «Маямі Гіт», 30 грудня 1992).
- Кількість перехоплень, зроблених за половину — 8 (проти «Бостон Селтікс», 9 листопада 1988).
  - Аналогічного результату досягнули ще 10 гравців:
    - Квінн Бакнер, гравець «Мілвокі Бакс» в грі проти «Нью-Джерсі Нетс» 27 листопада 1976;
    - Фред Браун, гравець «Сіетл Суперсонікс» в грі проти «Філадельфії Севенті Сіксерс» 3 грудня 1976;
    - Гас Вільямс, гравець «Сіеттл Суперсонікс» в грі проти «Вашингтон Буллетс» 23 січня 1979;
    - Едді Джордан[en], гравець «Нью-Джерсі Нетс» у грі проти «Чикаго Буллз» 23 жовтня 1979;
    - Дадлі Бредлі, гравець «Індіана Пейсерз» у грі проти «Юта Джаз» 10 листопада 1980;
    - Роб Вільямс[en], гравець «Денвер Наггетс» в грі проти «Нью-Джерсі Нетс» 17 лютого 1983;
    - Фет Левер, гравець «Денвер Наггетс» в грі проти «Індіана Пейсерз» 9 березня 1985;
    - Клайд Дрекслер, гравець «Х'юстон Рокетс» в грі проти «Сакраменто Кінгз» 1 листопада 1996;
    - Даг Крісті, гравець «Торонто Репторз» в грі проти «Філадельфія Севенті Сіксерз» 2 квітня 1997;
    - Майкл Фінлі, гравець «Даллас Маверікс» в грі проти «Філадельфія Севенті Сіксерз» 23 січня 2001;
- Найстарший гравець, який набрав 40 (і більше) очок в одній грі - 43 очки в складі «Вашингтон Візардс» в матчі проти «Нью-Джерсі Нетс» у віці 40 років і 4 дні (Джордан також є єдиним 40-річним гравцем в історії, якому скорився цей рубіж).
- Найстарший гравець, який набрав 50 (і більше) очок в одній грі - 51 очко в складі «Вашингтон Візардс» в матчі проти «Нью-Орлеан Горнетс» у віці 38 років і 315 днів.
- Входить до складу однієї з 10 пар одноклубників, в яких кожному з гравців вдалося набрати 40 (і більше) очок в одному матчі: Майкл Джордан (44 очки) і Скотті Піппен (40), гравці «Чикаго Буллз» у грі проти «Індіана Пейсерз» 18 лютого 1996.
  - Аналогічного результату досягнули:
    - Гас Джонсон (41) і Волт Белламі (40), гравці «Балтімор Буллетс» у матчі проти «Лос-Анджелес Лейкерс» 14 листопада 1964
    - Елджін Бейлор (43) і Джеррі Вест (43), гравці «Лос-Анджелес Лейкерс» у матчі проти «Сан-Франциско Ворріорс» 11 лютого 1970[127]
    - Піт Маравіч (45) і Нейт Вільямс[en] (41), гравці «Нью-Орлеан Джаз» у матчі проти Денвер Наггетс 10 квітня 1977
    - Пол Вестфал (43) і Волтер Девіс (40), гравці «Фінікс Санз» у матчі проти «Бостон Селтікс» 5 січня 1978
    - Джордж Гервін (50) і Майк Мітчелл[en] (45), гравці «Сан-Антоніо Сперс» у грі проти «Мілвокі Бакс» 6 березня 1982
    - Айзея Томас (47) і Джон Лонг (41), гравці «Детройт Пістонс» в матчі проти «Денвер Наггетс» 13 грудня 1983
    - Кікі Вандевей (50) і Алекс Інгліш (47), гравці «Денвер Наггетс» в матчі проти «Детройт Пістонс» 13 грудня 1983
    - Едріан Дентл (43) і Джон Дрю (42), гравці «Юта Джаз» в матчі проти «Детройт Пістонс» 19 березня 1983
    - Рассел Вестбрук (45) і Кевін Дюрант (40), гравці «Оклахома-Сіті Тандер» в матчі проти «Міннесота Тімбервулвз» 23 березня 2012
- Входить до складу однієї з 2 пар одноклубників, у яких кожному з гравців вдалося закінчити матч з трипл-даблом на своєму рахунку: Майкл Джордан (41 очко, 10 підбирань і 11 передач) і Скотті Піппен (15 + 10 + 12), гравці «Чикаго Буллз», у матчі проти «Лос-Анджелес Кліпперс» 3 січня 1989 року[128]
  -  Аналогічного результату досягли :
    - Вінс Картер (46 + 16 + 10) і Джейсон Кідд (10 + 16 + 18), гравці «Нью-Джерсі Нетс», у матчі проти «Вашингтон Візардс » 7 квітня 2007 року.

##### За один сезон
- Один з гравців, якому вдалося завершити свій дебютний сезон в НБА зі статистикою 20+ очок, 5+ підбирань і 5+ передач в середньому за гру: 28,2 очка, 6,5 підбирання і 5,9 передачі в середньому за гру в сезоні 1984/85.
  - Аналогічного результату досягли:
    - Оскар Робертсон «Цинциннаті Роялз» (30,5 очка, 10,1 підбирання і 9,7 передачі) в сезоні 1960/61
    - Леброн Джеймс «Клівленд Кавальєрс» (20,9 очка, 5,5 підбирання і 5,9 передачі) в сезоні 2003/04
    - Тайрік Еванс, «Сакраменто Кінгз» (20,1 очка, 5,3 підбирання і 5,8 передачі) в сезоні 2009/10.
- Кількість блок-шотів за сезон (для захисника) — 131 (у сезоні 1987/88).
- Один з гравців, якому вдалося зробити в сумі 200 перехоплень і 100 блок-шотів за сезон — у сезонах 1986/87 (236 перехоплень + 125 блок-шотів), 1987/88 (259 + 131)
  - Аналогічного результату досягли:
    - Хакім Оладжьювон, «Х'юстон Рокетс», сезон-1988/89 (213 + 282)
    - Скотті Піппен, «Чикаго Буллз», сезон 1989/90 (211 + 101).
- Один з гравців, якому вдалося за підсумками регулярного сезону стати найкращим за набраними очками і зробленими перехопленнями в середньому за гру — в сезонах 1987/88 (35,0 очок + 3,2 перехоплення), 1989/90 (33,6 + 2,8), 1992/93 (32,6 + 2,8).
  - Аналогічного результату досягнув:
    - Аллен Айверсон, «Філадельфія Севенті Сіксерз», у сезонах 2000/01 (31,1 + 2,5), 2001/02 (31,4 + 2,8).

##### За кар'єру
- Кількість очок в середньому за гру: 30,12
- Кількість сезонів з найкращим показником у лізі за набраними очками (в середньому за гру) — 10
- Кількість сезонів з найкращим показником у лізі за набраними очками (в сумі за сезон) — 11
  - У сезоні 1984/85 Майкл набрав за сезон 2313 очок, що стало найкращим результатом у лізі, але за очками в середньому за гру (28,2) поступився Ларрі Берду (28,7) і Бернарду Кінгу (32,9).
- Кількість сезонів поспіль з найкращими показниками у лізі за набраними очками (як в середньому за гру, так і в сумі за сезон) — 7, в сезонах 1986/87—1992/93
  - Аналогічного результату досягнув:
    - Вілт Чемберлейн («Філадельфія Ворріорз», «Сан-Франциско Ворріорз», «Філадельфія Севенті Сіксерз») у сезонах 1959/60—1965/66
- Кількість ігор з 30-ма (і більше) набраними очками — 563
- Кількість ігор поспіль з 10-ма (і більше) набраними очками — 866 (з 25 березня 1986 по 26 грудня 2001)
- Кількість сезонів з найкращим показником у лізі за забитими кидками з гри — 10
- Кількість сезонів поспіль з кращим показником у лізі за забитими кидками з гри — 7, в сезонах 1986/87—1992/93
  - Аналогічного результату досягнув:
    - Вілт Чемберлейн в сезонах 1959/60—1965/66.
- Кількість сезонів з найкращим показником у лізі за виконаним кидками з гри — 9
- Кількість сезонів з найкращим показником у лізі за перехопленнями в середньому за гру) — 3
  - Аналогічного результату досягнули:
    - Майкл Рей Річардсон (1979/80, 1982/83, 1984/85)
    - Елвін Робертсон (1985/86, 1986/87, 1990/91)
    - Аллен Айверсон (2000/01, 2001/02, 2002/03).
- Кількість сезонів з показником 30 (і більше) очок в середньому за гру — 8
- Кількість сезонів поспіль з показником 30 (і більше) очок в середньому за гру — 7
  - Аналогічного результату досягнув Вілт Чемберлейн.
- Кількість блок-шотів для захисника — 893
- Найбільша кількість потраплянь у першу збірну найкращих захисників НБА — 9
  - Аналогічного результату досягнули:
    - Гері Пейтон, «Сіетл Суперсонікс», у сезонах 1993/94-2001/02
    - Кобі Браянт «Лос-Анджелес Лейкерс», у сезонах 1999/2000, 2002/2003-2003/2004, 2005/2006-2010/2011
    - Кевін Гарнетт, «Міннесота Тімбервулвз», «Бостон Селтікс», у сезонах 1999/2000-2004/2005, 2007/2008-2008/2009, 2010/2011

#### Плей-оф
Основна стаття: Список рекордів плей-оф НБА

##### В одній грі
- Кількість набраних очок — 63 (проти «Бостон Селтікс» 20 квітня 1986)
- Кількість кидків з гри, забитих у одній грі — 24 (проти «Клівленд Кавальєрс» 1 травня 1988)
  - Аналогічного результату досягнули:
    - Вілт Чемберлейн, гравець «Філадельфія Ворріорз», у матчі проти «Сірак'юз Нешионалз» 14 березня 1960
    - Джон Гавлічек, гравець «Бостон Селтікс», у матчі проти «Атланта Хокс» 1 квітня 1973
- Кількість кидків з гри, виконаних за половину — 25 (проти «Клівленд Кавальєрс» 1 травня 1988)
  - Аналогічного результату досягнули:
    - Вілт Чемберлейн, гравець «Філадельфія Ворріорз», у матчі проти «Сірак'юз Нешионалз» 22 березня 1960
    - Елджін Бейлор, гравець «Лос-Анджелес Лейкерс», у матчі проти «Бостон Селтікс» 14 квітня 1962
- Кількість кидків з гри, забитих поспіль (без промаху) — 13 (проти «Лос-Анджелес Лейкерс» 5 червня 1991)

##### У серії
Найбільша кількість очок в середньому за гру в ході одного раунду плей-оф Національної Баскетбольної Асоціації.
| Очок у середньому за гру | Гравець           | Команда                | Раунд                                              | Суперник                    | Ігор | Очок (загалом) |
| ------------------------ | ----------------- | ---------------------- | -------------------------------------------------- | --------------------------- | ---- | -------------- |
| 46,3                     | Джеррі Вест       | Лос-Анджелес Лейкерс   | Фінал Західного дивізіону 1965                     | Балтимор Буллетс            | 6    | 278            |
| 45,2                     | Майкл Джордан     | Чикаго Буллз           | перший раунд плей-оф Східної конференції 1988      | Клівленд Кавальєрс          | 5    | 226            |
| 45,0                     | Майкл Джордан (2) | Чикаго Буллз           | перший раунд плей-оф Східної конференції 1992      | Маямі Гіт                   | 3    | 135            |
| 43,7                     | Майкл Джордан (3) | Чикаго Буллз           | перший раунд плей-оф Східної конференції 1986      | Бостон Селтікс              | 3    | 131            |
| 43,0                     | Майкл Джордан (4) | Чикаго Буллз           | Півфінал Східної конференції 1990 року             | Філадельфія Севенті-Сіксерс | 5    | 215            |
| 42,6                     | Бернард Кінг      | Нью-Йорк Нікс          | перший раунд плей-оф Західної конференції 1984     | Детройт Пістонс             | 5    | 213            |
| 41,0                     | Майкл Джордан (5) | Чикаго Буллз           | фінал НБА 1993                                     | Фінікс Санз                 | 6    | 246            |
| 40,8                     | Рік Беррі         | Сан-Франциско Ворріорз | фінал НБА 1967                                     | Філадельфія Севенті-Сіксерс | 6    | 245            |
| 40,6                     | Елджин Бейлор     | Лос-Анджелес Лейкерс   | фінал НБА 1962                                     | Бостон Селтікс              | 7    | 284            |
| 39,8                     | Майкл Джордан (6) | Чикаго Буллз           | перший раунд плей-оф Східної конференції 1989 року | Клівленд Кавальєрс          | 5    | 199            |

###### У серії з 3 ігор
- Кількість набраних очок — 135 (в серії проти «Маямі Гіт», 1992 року, 45,0 очок в середньому за гру)
- Кількість кидків з гри, забитих в одній серії — 53 (у серії проти «Маямі Гіт», 1992 року)
- Найвищий відсоток реалізації штрафних кидків (мінімум 15 спроб) — 100% (у серії проти «Вашингтон Буллетс» 1997 року, 15/15)

###### У серії з 5 ігор
- Кількість набраних очок — 226 (у серії проти «Клівленд Кавальєрс», 1988 року, 45,2 очка в середньому за гру)
- Кількість кидків з гри, забитих в одній серії — 86 (у серії проти «Філадельфія Севенті Сіксерз», 1990 року)

###### У серії з 6 ігор
- Кількість кидків з гри, забитих в одній серії — 101 (у серії проти «Фінікс Санз», 1993 року)

##### За кар'єру
- Кількість набраних очок — 5987
- Кількість набраних очок у середньому за гру (мінімум 25 ігор) — 33,5 (у 179 іграх)
- Кількість ігор з 50-ма (і більше) набраними очками — 8
- Кількість ігор з 40-ка (і більше) набраними очками — 48
- Кількість ігор з 30-ма (і більше) набраними очками — 109
- Кількість ігор з 20-ма (і більше) набраними очками — 173
- Єдиний гравець, який набрав 15 (і більше) очок в кожній з проведених ігор (179 ігор) (мінімум 25 ігор)
- Єдиний гравець, який набрав 50 (і більше) очок у двох послідовних іграх — 50 і 55 очок у 1-й і 2-й іграх у серії першого раунду Східної конференції 1988 року проти «Клівленд Кавальєрс» (28 квітня та 1 травня 1988)
- Кількість послідовних ігор з 45-ма (і більше) набраними очками — 3 (у серії півфіналу Східної конференції конференції 1990 проти «Філадельфія Севенті Сіксерз»)
- Кількість послідовних ігор з 20-ма (і більше) набраними очками — 60 (2 червня 1989 — 11 травня 1993)
- Кількість послідовних ігор з 15-ма (і більше) набраними очками — 179
- Кількість послідовних ігор з 10-ма (і більше) набраними очками — 179
- Кількість виконаних кидків з гри — 4497
- Кількість забитих штрафних кидків — 1463

#### Матчі всіх зірок

##### За гру
- Кількість блок-шотів за половину — 4 (у Матчі всіх зірок 1988 року)
  - Аналогічного результату досягнули:
    - Карім Абдул-Джаббар (у Матчі всіх зірок 1980 року)
    - Хакім Оладжувон (у Матчі всіх зірок 1994 року)
- Кількість забитих кидків з гри — 17 (у Матчі всіх зірок 1988 року)
  - Аналогічного результату досягнули:
    - Вілт Чемберлейн у Матчі всіх зірок 1962 року
    - Кевін Гарнетт у Матчі всіх зірок 2003 року
- Кількість виконаних кидків з гри — 27 (у Матчі всіх зірок 2003 року)
  - Аналогічного результату досягнув:
    - Рік Беррі (у Матчі всіх зірок 1962 року)
- Один з гравців, які зробили тріпл-дабл — 14 очок, 11 підбирань і 11 передач за 26 хвилин на Матчі всіх зірок 1997 року
  - Аналогічного результату досягнули:
    - Леброн Джеймс — 29 очок, 12 підбирань і 10 передач за 32 хвилини на Матчі всіх зірок 2011 року
    - Двейн Вейд — 24 очки, 10 підбирань і 10 передач за 33 хвилини на Матчі всіх зірок 2012 року

##### За кар'єру
- Кількість забитих кидків з гри — 110
- Кількість виконаних кидків з гри — 233
- Кількість перехоплень — 37

### Рекорди клубів

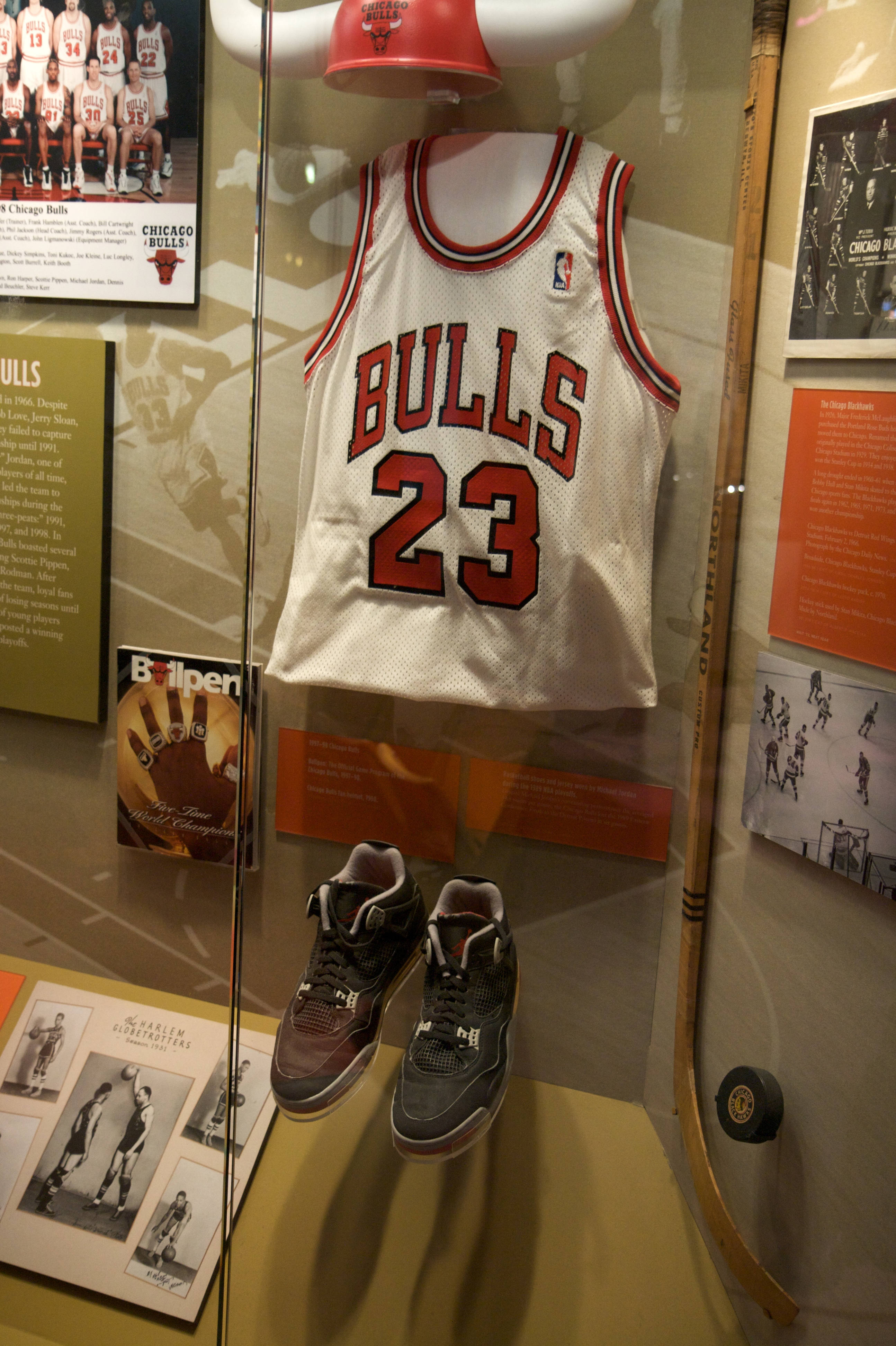
Форма Майкла Джордана зразка 1989 року в Музей історії (Чикаго)

#### Чикаго Буллз
За даними медіа-гіда клубу «Чикаго Буллз» за сезон 2010/2011

##### Регулярний сезон

###### За гру
- Кількість набраних очок:
  - за гру (з овертаймом) — 69 (проти «Клівленд Кавальєрс» 28 березня 1990)
  - за гру (без овертайму) — 61 (проти «Атланта Гокс» 16 квітня 1987)
  - за половину — 39 (у другій половині гри проти «Мілвокі Бакс» 16 лютого 1988)
  - за чверть — 30 (у четвертій чверті гри проти «Денвер Наггетс» 26 листопада 1989)
- Кількість забитих кидків з гри:
  - за гру (з овертаймом) — 27 (проти «Орландо Меджик» 16 січня 1993)
  - за гру (без овертайму) — 22 (проти «Вашингтон Візардс» 23 грудня 1992)
  - за половину — 15 (перша половина гри проти «Орландо Меджик» 16 січня 1993)
  - за чверть — 11 (перша чверть гри проти «Орландо Меджік» 16 січня 1993)
- Кількість виконаних кидків з гри:
  - за гру (з овертаймом) — 49 (проти «Орландо Меджик» 16 січня 1993)
  - за гру (без овертайму) — 43 (проти «Орландо Меджик» 14 лютого 1990)
  - за половину — 24 (друга половина гри проти «Орландо Меджик» 16 січня 1993)
- Кількість забитих штрафних кидків:
  - за гру — 26 (проти «Нью-Джерсі Нетс» 26 лютого 1987)
  - за половину — 20 (друга половина гри проти «Маямі Гіт» 30 грудня 1992)
  - за чверть — 14 (четверта чверть гри проти «Маямі Гіт» 30 грудня 1992)
- Кількість виконаних штрафних кидків:
  - за гру — 27 (проти «Нью-Джерсі Нетс» 26 лютого 1987)
  - за половину — 23 (друга половина гри проти «Маямі Гіт» 30 грудня 1992)
  - за чверть — 16 (четверта чверть гри проти «Маямі Гіт» 30 грудня 1992)
- Кількість зароблених персональних фолів за чверть — 6 (четверта чверть гри проти «Детройт Пістонс» 31 січня 1989)
- Кількість зроблених перехоплень:
  - за гру — 10 (проти «Нью-Джерсі Нетс» 29 січня 1988)
  - за половину — 8 (перша половина матчу проти «Бостон Селтікс» 9 вересня 1988)
  - за чверть — 6 (третя чверть гри проти «Нью-Джерсі Нетс» 29 січня 1988)
- Кількість очок, набраних поспіль — 23 (проти «Атланта Гокс» 16 квітня 1987).

###### За гру (для арени United Center)
«Чикаго Буллз» проводили свої домашні матчі в «Чикаго Стедіум» від 1967 до 1994 року. Від сезону 1994/1995, домашні матчі клубу проходять у Юнайтед-центрі
- Кількість набраних очок за половину — 34 (друга половина матчу проти «Детройт Пістонс» 7 березня 1996)
- Кількість забитих кидків з гри за половину — 14 (друга половина в матчі проти «Детройт Пістонс» 7 березня 1996)
- Кількість виконаних кидків з гри за гру (з овертаймом) — 39 (проти «Сан-Антоніо» 3 листопада 1996)
- Кількість забитих штрафних кидків:
  - за половину — 15 (перша половина матчу проти «Нью-Йорк Нікс» 18 квітня 1998)
  - за чверть — 13 (друга чверть матчу проти «Нью-Йорк Нікс» 18 квітня 1998)
  - за овертайм — 6 (проти «Сіетл Суперсонікс» 18 березня 1997)
- Кількість виконаних штрафних кидків:
  - за половину — 16 (перша половина матчу проти «Нью-Йорк Нікс» 18 квітня 1998)
  - за чверть — 14 (друга чверть матчу проти «Нью-Йорк Нікс» 18 квітня 1998)
  - за овертайм — 6 (проти «Сіетл Суперсонікс» 18 березня 1997).

###### За дебютний сезон у лізі
Першим сезоном Майкла Джордана в лізі був сезон 1984/1985 років
- Кількість зіграних хвилин — 3144
- Кількість набраних очок — 2313
- Кількість набраних очок (в середньому за гру) — 28,2
- Кількість забитих кидків з гри — 837
- Кількість виконаних кидків — 1625
- Кількість забитих штрафних кидків — 630
- Кількість виконаних штрафних кидків — 746

###### За сезон
- Кількість набраних очок (в середньому за гру) — 37,1 (у сезоні 1986/1987)
  - Джордан займає перші десять місць в історії клубу за цим показником
- Кількість набраних очок (у сумі за сезон) — 3041 (у сезоні 1986/1987)
  - Джордан займає перші десять місць в історії клубу за цим показником
- Кількість забитих штрафних кидків — 833 (у сезоні 1986/1987)
  - Джордан займає перші вісім місць в історії клубу за цим показником
- Кількість зроблених перехоплень (у сумі за сезон) — 259 (у сезоні 1987/1988)
  - Джордан займає перші три місця в історії клубу за цим показником і вісім з десяти

###### За кар'єру
- Кількість сезонів — 13
- Кількість проведених ігор — 930
- Кількість зіграних хвилин — 35887
- Кількість набраних очок — 29277
- Кількість набраних очок (в середньому за гру) — 31,5 (мінімум 100 ігор)
- Кількість забитих кидків з гри — 10962
- Кількість виконаних кидків — 21686
- Кількість забитих штрафних кидків — 6798
- Кількість виконаних штрафних кидків — 8115
- Кількість підбирань в захисті — 4289
- Кількість підбирань (загалом) — 5836
- Кількість результативних передач — 5012
- Кількість перехоплень — 2306
- Кількість втрат — 2589

##### Плей-оф

###### За гру
- Кількість набраних очок:
  - за гру (з овертаймом) — 63 (проти «Бостон Селтікс» 20 квітня 1986)
  - за гру (без овертайму) — 56 (проти «Маямі Гіт» 29 квітня 1992)
  - за половину — 37 (у другій половині гри проти «Маямі Гіт» 29 квітня 1992)
  - за чверть — 24 (у четвертій чверті гри проти «Філадельфії Севенті Сіксерз» 11 травня 1990)
  - за овертайм — 9 (проти «Нью-Йорк Нікс» 9 травня 1989)
- Кількість забитих кидків з гри:
  - за гру — 24 (проти «Клівленд Кавальєрс» 1 травня 1988)
  - за половину — 14 (перша половина гри проти «Портленд Трейл Блейзерс» 3 червня 1992)
  - за чверть — 10 (у четвертій чверті гри проти «Філадельфії Севенті Сіксерз» 11 травня 1990)
  - за овертайм — 4 (проти «Нью-Йорк Нікс» 9 травня 1989)
- Кількість виконаних кидків з гри:
  - за гру — 45 (проти «Клівленд Кавальєрс» 1 травня 1988)
  - за половину — 25 (перша половина гри проти «Клівленд Кавальєрс» 1 травня 1988)
  - за чверть — 13 (перша чверть гри проти «Портленд Трейл Блейзерс» 3 червня 1992)
  - за овертайм — 5 (перший овертайм матчу проти «Бостон Селтікс» 20 квітня 1986)
- Кількість забитих штрафних кидків:
  - за гру — 23 (проти «Нью-Йорк Нікс» 14 травня 1989)
  - за половину — 14 (друга половина гри проти «Детройт Пістонс» 28 травня 1990)
  - за чверть — 13 (четверта чверть гри проти «Детройт Пістонс» 21 травня 1991)
  - за овертайм — 3 (проти «Нью-Джерсі Нетс» 24 квітня 1998)
- Кількість виконаних штрафних кидків:
  - за гру — 28 (проти «Нью-Йорк Нікс» 14 травня 1989)
  - за половину — 17 (друга половина проти «Нью-Йорк Нікс» 14 травня 1989)
  - за чверть — 14 (четверта чверть гри проти «Детройт Пістонс» 21 травня 1991)
  - за овертайм — 5 (проти «Нью-Джерсі Нетс» 24 квітня 1998)
- Кількість зроблених перехоплень за гру — 6 (проти «Нью-Йорк Нікс» 13 травня 1989)
- Кількість очок, набраних підряд, без промаху — 17 (проти «Нью-Йорк Нікс» 2 червня 1993).

###### За кар'єру
- Кількість ігор — 179
- Кількість зіграних хвилин — 7474
- Кількість набраних очок — 5987
- Кількість забитих кидків з гри — 2188
- Кількість виконаних кидків — 4497
- Кількість забитих штрафних кидків — 1463
- Кількість виконаних штрафних кидків — 1766
- Кількість результативних передач — 1022
- Кількість перехоплень — 376

#### Вашингтон Візардс
За даними медіа-гіда клубу «Вашингтон Візардс» за сезон 2011/2012

##### Регулярний сезон

###### За гру
- Кількість набраних очок за чверть — 24 (перша чверть гри проти «Шарлотт Горнетс» 29 грудня 2001)[130]

- Кількість набраних очок за половину — 34 (перша половина гри проти «Шарлотт Горнетс» 29 грудня 2001)[130]

###### За гру (для арени Веризон-центр)
Від 1997 до 2006 року, спортивний комплекс, у якому «Візардс» проводили домашні матчі, назвивався MCI-центр (англ. MCI Center). Його перейменовано на Веризон-центр (англ. Verizon Center) після того, як компанія Verizon Communications купила MCI Inc.
- Кількість набраних очок за гру — 51 (проти «Шарлотт Горнетс» 29 грудня 2001)
  - Аналогічного результату досягнув:
    - Гілберт Арінас, у грі проти «Юта Джаз» 15 січня 2007
- Кількість забитих кидків з гри — 21 (проти «Шарлотт Горнетс» 29 грудня 2001)
- Кількість виконаних кидків з гри — 38 (проти «Шарлотт Горнетс» 29 грудня 2001)